# Lista de filmes com temática LGBT de 2014
Esta é uma lista de filmes que contém personagens e/ou temática lésbica, gay, bissexual, ou transgênera lançados em 2014.
| Título                                                       | Diretor                                            | País                                           | Gênero                               | Elenco | Anotações |
| ------------------------------------------------------------ | -------------------------------------------------- | ---------------------------------------------- | ------------------------------------ | --- | --- |
| 1 Last Chance at Paradise                                    | Jason Impey                                        | Reino Unido                                    | Romance                              | Wade Radford, Connor Paganini, Honey Bane                                                                     | O amor e as memórias divididos por dois homens logo após o fim do mundo |
| The 10 Year Plan                                             | J.C. Calciano                                      | EUA                                            | Comédia, Romance                     | Jack Turner, Michael Adam Hamilton, Moronai Kanekoa, Adam Bucci, Teri Reeves                                  | Dois amigos que fazem um pacto onde ficarão juntos caso não encontrem o amor em dez anos                                                                                             |
| 1448 Love Among Us (1448 รักเรา..ของใคร)                      | Arunsak Ongla-or                                   | Tailândia                                      | Drama, Romance                       | Apinya Sakuljaroensuk, Isabella Lete, Pudit Kunchanasongkarm, Pattadon Jan-Ngern                              | Após terminar com seu namorado, uma mulher conhece outra e as duas se tornam inseparáveis                                                                                            |
| 2 temps, 3 mouvements                                        | Christophe Cousin                                  | Canadá                                         | Drama                                | Aure Atika, Zacharie Chasseriaud, Philomene Bilodeau, Anne-Marie Cadieux, Leo Caron, Hugues Frenette          | Após se mudar para o Quebec com sua mãe viúva, um jovem testemunha um incidente violento que muda sua vida                                                                           |
| 3 in a Bed                                                   | Lloyd Eyre-Morgan                                  | Reino Unido                                    | Comédia, Drama                       | Brennan Reece, Darren Bransford, Verity-May Henry, Coby Hamilton, Jody Latham, Kimberly Simpson               | Um jovem músico gay procura sua independência, mas seus planos são atrapalhados quando suas duas irmãs precisam de um lugar para ficar                                               |
| 4.48                                                         | Jacky Katu                                         | França                                         | Drama                                | Ynda Rouya, Jean-Marie Galey, Aurélie Houguenade, Marie Menges, David Chausse, Matt Gras                      | Uma jovem aspirante a atriz fica obcecada com seu novo papel e começa a explorar sua sexualidade                                                                                     |
| 4 Nights in the Hamptons                                     | Michael Knowles                                    | EUA                                            | Drama, Romance                       | Michael Knowles, Kathleen Wise, Jilon VanOver, Monique Zordan                                                 | Um casal convida um velho amigo e a nova namorada deste para passarem uns dias em sua casa de veraneio                                                                               |
| 5-tsu kazoereba kimi no yume (5つ数えれば君の夢)             | Yuki Yamato                                        | Japão                                          | Drama, Romance                       | Miyu Yamabe, Hitomi Arai, Mei Shoji, Ayano Konishi, Rei Hirano                                                | Segue cinco adolescentes em uma escola de meninas se preparando para um festival |
| 666: Devilish Charm                                          | David DeCoteau                                     | EUA                                            | Terror                               | Courtney Blythe Turk, Ryan Walker, R.J. Cantu, Jessica Morris, Helene Udy, Nikki BreAnne Wells                | Quando um bracelete amaldiçoado aparece em uma irmandade no dia dos namorados, todas as garotas da casa fazem um pedido                                                              |
| 666: Kreepy Kerry                                            | David DeCoteau                                     | EUA                                            | Terror                               | Conner Sorensen, Justin Michael Johnson, Chase Clarke, Kyle Dondlinger, Kirk Krause, Darcy DeMoss             | Um aluno novo tem dificuldade em controlar seus poderes ao enfrentar um grupo de valentões                                                                                           |
| 7 thymoi (7 Θυμοί)                                           | Christos Voupouras                                 | Grécia                                         | Drama                                | Maximos Moumouris, Nikos Gelia, Haris Fragoulis, Ieronymos Kaletsanos, Kora Karvouni, Sofia Kokkali           | Um arqueólogo encontra pessoas muito diferentes no centro de Atenas |
| A escondidas                                                 | Mikel Rueda                                        | Espanha                                        | Drama, Romance                       | Germán Alcarazu, Adil Koukouh, Joseba Ugalde, Eder Pastor, Moussa Echarif, Álex Angulo                        | |
| A esmorga                                                    | Xosé Ignacio Vilar Díaz                            | Espanha                                        | Drama                                | Karra Elejalde, Miguel de Lira, Antonio 'Morris' Durán, Alfonso Agra, Ledicia Sola, Melania Cruz              | |
| África 815                                                   | Pilar Monsell                                      | Espanha                                        | Documentário                         | Pilar Monsell, Manuel Monsell                                                                                 | A diretora investiga o passado do pai durante seu serviço militar na colônia espanhola do Saara em 1964                                                                              |
| African Pride                                                | Laura Fletcher                                     | África do Sul                                  | Documentário                         | | As histórias de pessoas da comunidade LGBT da África do Sul |
| Aka x Pinku (赤×ピンク)                                      | Koichi Sakamoto                                    | Japão                                          | Ação, Erótico                        | Yuria Haga, Asami Tada, Ayame Misaki, Rina Koike, Haruka Oshima, Sanae Hitomi                                 | Quatro garotas entram para um torneio de luta ilegal |
| Alex & Ali                                                   | Malachi Leopold                                    | EUA                                            | Documentário                         | | A história de amor entre um voluntário americano do Corpo da Paz e um iraniano que se conheceram em 1968 e se reencontram 35 anos depois                                             |
| Alles Inklusive                                              | Doris Dörrie                                       | Alemanha                                       | Drama, Comédia                       | Hannelore Elsner, Nadja Uhl, Hinnerk Schönemann, Axel Prahl, Peter Striebeck, Fabian Hinrichs                 | trad. O Pacote Completo Um mulher retorna à uma comunidade hippie depois de 60 anos                                                                                                  |
| Alles ist Liebe                                              | Markus Goller                                      | Alemanha                                       | Comédia, Romance, Drama              | Heike Makatsch, Katharina Schüttler, Nora Tschirner, Christian Ulmen, Wotan Wilke Möhring, Anna Thalbach      | Segue as desventuras amorosas de dez homens e mulheres de Frankfurt nas festas de fim de ano                                                                                         |
| The Amazing Praybeyt Benjamin                                | Wenn V. Deramas                                    | Filipinas                                      | Comédia, Ação, Fantasia              | Vice Ganda, Alex Gonzaga, Richard Yap, Tom Rodriguez, James "Bimby" Aquino-Yap, Ricky Rivero                  | Continuação do filme Praybeyt Benjamin de 2011, onde um herói de guerra gay deve proteger um menino gênio                                                                            |
| Los amigos raros                                             | Roberto Pérez Toledo                               | Espanha                                        | Drama                                | Laura de la Isla, Andrea Duro, Adrián Expósito, Daniel Herrera, Néstor Losán, David Mora                      | Um grupo de amigos se reúne em um cemitério após a morte do amigo que cometeu suicídio                                                                                               |
| Amor de mis amores                                           | Manolo Caro                                        | México                                         | Comédia, Romance                     | Sandra Echeverría, Marimar Vega, Erick Elías, Sebastián Zurita, Juan Pablo Medina, Mariana Treviño            | trad. Amor dos Meus Amores |
| Amor eterno                                                  | Marçal Forés                                       | Espanha                                        | Drama, Mistério, Romance             | Joan Bentallé, Aimar Vega, Sonny Smith, Miguel Rojas, Joana Mallo, Kimberley Tell                             | Um professor de meia idade encontra um de seus alunos ao procurar por companhia em uma floresta, o que leva a um romance proibido                                                    |
| Amore Oggi                                                   | Giancarlo Fontana, Giuseppe Stasi                  | Itália                                         | Romance, Drama, Comédia              | Ed Hendrik, Enrico Bertolino, Jacopo Maria Bicocchi, Andrea Bosca                                             | Quatro histórias diferentes descrevendo o amor na Itália de hoje |
| Amori e Metamorfosi                                          | Yanira Yariv                                       | Itália                                         | Documentário                         | Andrea Vergoni, Gabriella Basso Ricci, Andrea Lorenzo Donnino Forzani                                         | Um grupo de homens e mulheres trans recontam as construções de seus gêneros através do texto de Ovídio                                                                               |
| L'amour au temps de la guerre civile                         | Rodrigue Jean                                      | Canadá                                         | Drama                                | Ana Christina Alva, Catherine-Audrey Lachapelle, Alexandre Landry, Jean-Simon Leduc                           | Segue um prostituto viciado em drogas de Montreal |
| Anagramas                                                    | Santiago Giralt                                    | Argentina                                      | Drama                                | Leonora Balcarce, Emmanuel Miño, Nahuel Mutti, Nicolás Pauls, Lautaro Perotti, Catarina Spinetta              | As histórias entrelaçadas de três casais; um sem filhos, um com três filhos, e um gay com uma criança de um antigo casamento                                                         |
| Anatomy of a Love Seen                                       | Marina Rice Bader                                  | EUA                                            | Romance, Drama                       | Sharon Hinnendael, Jill Evyn, Constance Brenneman, Marina Rice Bader                                          | Duas jovens atrizes se apaixonam após encenar uma cena de sexo, mas se separam meses depois. Infelizmente terão que regravar a cena                                                  |
| Angels with Tethered Wings                                   | Steven Vasquez                                     | EUA                                            | Comédia, Mistério, Suspense          | Cory Tyndall, Brandon Rife, Addison Graham, Trip Langley, Naiia Lajoie, Robby Valls                           | [ 26 ] |
| Appropriate Behavior                                         | Desiree Akhavan                                    | EUA                                            | Comédia                              | Desiree Akhavan, Scott Adsit, Rebecca Henderson, Halley Feiffer, Hooman Majd, Arian Moayed                    | trad. Uma Boa Menina Uma mulher bissexual persa-americana vivendo no Brooklyn tenta reconstruir sua vida depois de ser largada pela namorada                                         |
| L'art de la fugue                                            | Brice Cauvin                                       | França                                         | Comédia, Drama                       | Laurent Lafitte, Agnes Jaoui, Benjamin Biolay, Nicolas Bedos, Marie-Christine Barrault, Guy Marchand          | As desventuras amorosas de três irmãos; um tem problemas com o namorado, um trái sua noiva, e um é divorciado                                                                        |
| Arteholic                                                    | Hermann Vaske                                      | Alemanha                                       | Documentário                         | Udo Kier, Jonathan Meese, Nicolette Krebitz, Marcel Odenbach, Rosemarie Trockel, Lars von Trier               | O ator alemão Udo Kier visita os famosos museus de Frankfurt, Colônia, Paris, Copenhague, e Berlim                                                                                   |
| Atlántida                                                    | Inés María Barrionuevo                             | Argentina                                      | Drama                                | Melissa Romero, Florencia Decall, Sol Zavala, Guillermo Pfening, Axel Prato, Marcos Lazarte                   | No verão de 1987 em uma pequena cidade de Córdova, duas irmãs adolescentes ficam sozinhas em casa                                                                                    |
| Ausência                                                     | Chico Teixeira                                     | Brasil, Chile, França                          | Drama                                | Matheus Fagundes, Irandhir Santos, Gilda Nomacce                                                              | |
| Aya Arcos                                                    | Maximilian Moll                                    | Brasil, Alemanha                               | Drama                                | César Augusto, Daniel Passi, André Vieira, Flávia Gusmão, Alex Mello                                          | Um escritor de meia-idade bem sucedido, apaixona-se por um garoto de programa |
| Back on Board: Greg Louganis                                 | Cheryl Furjanic                                    | EUA                                            | Documentário                         | Greg Louganis                                                                                                 | Sobre o ex-saltador para a água norte-americano gay Greg Louganis |
| Al bahr min ouaraikoum‎                                       | Hicham Lasri                                       | Marrocos                                       | Drama                                | Malek Akhmiss, Fairouz Amiri, Mohamed Aouragh, Hassan Ben Badida, Salah Bensalah                              | ‎ trad. O Mar de Outrora |
| Batguano                                                     | Tavinho Teixeira                                   | Brasil                                         | Ficção Científica,                   | Everaldo Pontes, Tavinho Teixeira, Cícero Ferreira, Ian Abé, Arthur Lins, Breno César                         | Batman e Robin são um casal gay vivendo em um futuro distópico |
| Best Day Ever                                                | Jeff London                                        | EUA                                            | Drama, Romance                       | Mel England, Tom Saporito, Peter Stickles, Ace Lundon, Nate Moore                                             | Um homem em crise de meia-idade tem medo que o marido não o ame mais e que escolheu a carreira errada                                                                                |
| bestefreunde                                                 | Jonas Grosch, Carlos Val                           | Alemanha                                       | Comédia, Drama                       | Katharina Wackernagel, Sebastian Schwarz, Tina Amon Amonsen, Niels Bormann, Maria Matschke                    | [ 36 ] |
| Bevor der letzte Vorhang fällt                               | Thomas Wallner                                     | Bélgica, Alemanha                              | Documentário                         | Gerrit Becker, Richard Dierick, Vanessa Van Durme, Andrea De Laet, Danilo Povolo, Rudy Suwyns                 | As histórias de um grupo de mulheres trans e drag queens na casa dos 60 e 70 anos |
| Beyond Love                                                  | Silvio Nacucchi                                    | Itália                                         | Drama                                | Simona Molinari, Jessica Resteghini, Marco Gandolfi Vannini, Graziano Scarabicchi                             | Um casal de lésbicas quer um filho e seus amigos gays tentam ajudá-las |
| BFFs                                                         | Andrew Putschoegl                                  | EUA                                            | Comédia, Romance                     | Tara Karsian, Andrea Grano, Larisa Oleynik, Sean Maher, Pat Carroll, Dan Gauthier                             | Quando duas amigas vão parar em na terapia de casais por acidente, elas começam a questionar seu relacionamento                                                                      |
| Bigfoot vs. D.B. Cooper                                      | David DeCoteau                                     | EUA                                            | Terror                               | Eric Roberts, Jordan Rodriguez, Kyle George, Keith Metcalf, Liam Watkins, Adam Graff                          | Jovens caçadores são perseguidos pelo Pé-grande mas recebem a ajuda do misterioso D..B. Cooper                                                                                       |
| Blackbird                                                    | Patrik-Ian Polk                                    | EUA                                            | Drama                                | Mo'Nique, Isaiah Washington, Julian Walker, Kevin Allesee, Terrell Tilford                                    | Um jovem cantor luta contra sua sexualidade e a hostilidade em uma pequena comunidade batista do sul                                                                                 |
| A Blast (Η Έκρηξη)                                           | Syllas Tzoumerkas                                  | Grécia, Alemanha, Países Baixos                | Suspense, Drama                      | Angeliki Papoulia, Vassilis Doganis, Maria Filini, Giorgos Biniaris, Makis Papadimitriou, Themis Bazaka       | trad. A Fuga |
| Bloedlink                                                    | Joram Lürsen                                       | Países Baixos                                  | Suspense, Drama                      | Tygo Gernandt, Marwan Kenzari, Sarah Chronis                                                                  | A filha de um milionário, é sequestrada por dois ex-presidiários |
| Bloody Knuckles                                              | Matt O’Mahoney                                     | Canadá                                         | Terror, Comédia                      | Adam Boys, Kasey Ryne Mazak, Gabrielle Giraud, Ken Tsui, Dwayne Bryshun, Steve Thackray                       | Um desenhista de quadrinhos insulta um mafioso de Chinatown e tem sua mão cortada, mas esta volta para assombrá-lo                                                                   |
| Bonobo                                                       | Matthew Hammett Knott                              | Reino Unido                                    | Comédia, Drama                       | James Norton, Will Tudor, Tessa Peake-Jones, Eleanor Wyld, Orlando Seale, Josie Lawrence                      | trad. A Casa Bonobo Uma mãe conservadora fica chocada quando sua filha vai morar em uma comunidade hippie dedicada a viverem como bonobos                                            |
| Born to Fly: Elizabeth Streb vs. Gravity                     | Catherine Gund                                     | EUA, Reino Unido                               | Documentário                         | Elizabeth Streb, Fabio Tavares, Sarah Callan, Jaclyn Carlson, Leonardo Giron, Felix Hess                      | Segue a coreógrafa Elizabeth Streb e seus dançarinos aéreos |
| Boulevard                                                    | Dito Montiel                                       | EUA                                            | Drama                                | Robin Williams, Roberto Aguire, Bob Odenkirk, Kathy Baker, Eléonore Hendricks, Giles Matthey                  | Um gerente bancário infeliz faz amizade com um garoto de programa |
| The Boy in the Dress                                         | Matt Lipsey                                        | Reino Unido                                    | Comédia, Drama                       | Billy Kennedy, Jennifer Saunders, Tim McInnerny, Meera Syal, Steve Speirs, David Walliams                     | Baseado no livro homônimo de David Walliams |
| Boy Meets Girl                                               | Eric Schaeffer                                     | EUA                                            | Comédia, Romance, Drama              | Michael Welch, Michelle Hendley, Alexandra Turshen, Michael Galante, Randall Newsome                          | Uma jovem trans de uma cidade pequena do Kentucky procura por amor |
| Boys Like Us                                                 | Patric Chiha                                       | França                                         | Comédia, Drama                       | Florian Carove, Raphaël Bouvet, Jonathan Capdevielle, Inge Maux                                               | A amizade entre três homens gay neuróticos; um livreiro, um ator, e um bartender |
| Broken Gardenias                                             | Kai Alexander                                      | EUA                                            | Drama, Romance                       | Alma Saraci, Jack Morocco, Amanda Hall, Paul D. Masterson, Craig Michaelson, Caroline Heinle                  | Uma jovem botânica forma uma conexão com uma mulher solitária |
| Broken Heart Land                                            | Jeremy Stulberg, Randy Stulberg                    | EUA                                            | Documentário                         | | Um casal conservador reavalia seus ideais ao investigar a morte de seu filho gay |
| The Butchers                                                 | Steven Judd                                        | EUA                                            | Terror                               | Semi Anthony, Damien Puckler, Randall Bosley, Cameron Bowen, Braxton Davis, Tonya Kay                         | |
| Camouflage                                                   | Kyle T. Cowan                                      | EUA                                            | Drama                                | Kyle T. Cowan, Amrita Acharia, Drew Van Acker, Jimmy Bennett, Lew Temple, Adriana Marie                       | Explora os motivos por trás de um tiroteio escolar |
| Campaign of Hate: Russia and Gay Propaganda                  | Michael Lucas                                      | EUA, Rússia                                    | Documentário                         | Michael Lucas                                                                                                 | Mostra a realidade da comunidade LGBT russa após a criação da lei 'anti-propaganda gay' no país                                                                                      |
| Carlotta                                                     | Samantha Lang                                      | Austrália                                      | Biográfico, Drama                    | Eamon Farren, Socratis Otto, Andrew Lees, Paul Capsis, Alex Dimitriades, Anita Hegh                           | [ 55 ] |
| Carmín Tropical                                              | Rigoberto Pérezcano                                | México                                         | Drama, Mistério                      | José Pescina, Luis Alberti, Juan Carlos Medellin, Marco Petriz, Marco Antonio Aguirre, Luis García            | Uma mulher trans retorna a seu vilarejo em Oaxaca para encontrar o assassino de sua amiga                                                                                            |
| The Case Against 8                                           | Ben Cotner, Ryan White                             | EUA                                            | Documentário                         | Ted Olson, Christopher D. Dusseault, Jeffrey J. Zarrillo, Paul T. Katami, Kristin M. Perry, Sandra B. Stier   | trad. Prop 8: O Casamento Gay em Julgamento Sobre a batalha legal para derrubar a Proposição 8 da Califórnia                                                                         |
| Cássia                                                       | Paulo Henrique Fontenelle                          | Brasil                                         | Documentário                         | Malu Mader, Nando Reis, Zelia Duncan, Francisco Eller, Oswaldo Montenegro, Zé Ramalho                         | Sobre a vida e carreira da cantora Cássia Eller |
| Castanha                                                     | Davi Pretto                                        | Brasil                                         | Documentário, Drama                  | João Carlos Castanha, Celina Castanha, Zé Adão Barbosa                                                        | Misturando realidade com ficção, conta a história de um transformista de meia idade                                                                                                  |
| Le chanteur                                                  | Rémi Lange                                         | França                                         | Drama                                | Thomas Polly, Ivan Mitifiot, Sophie Blondy, S. Dep, Therese Lanfranca, Annie Alba                             | Após a morte da mãe, um homem foge da família que o sufoca e segue seu sonho de virar cantor                                                                                         |
| Chiisai ouchi (小さいおうち)                                 | Yoji Yamada                                        | Japão                                          | Drama, Romance                       | Takako Matsu, Haru Kuroki, Satoshi Tsumabuki, Chieko Baisho, Yui Natsukawa, Yukijiro Hotaru                   | trad. A Pequena Casa Uma mulher relembra da vida de sua família em Tóquio antes e durante a Segunda Guerra Mundial                                                                   |
| Children 404 (Дети 404)                                      | Pavel Loparev, Askold Kurov                        | Canadá                                         | Documentário                         | | Sobre a juventude gay e lésbica na Rússia |
| Chotto Kawaii Aian Meiden (ちょっとかわいいアイアンメイデン) | Kota Yoshida                                       | Japão                                          | Romance, Comédia, Erótico            | Noriko Kijima, Haruna Yoshizumi, Yuki Mamiya, Mika Yano                                                       | Também conhecido como The Torture Club Baseado no mangá homônimo |
| Christine at the Crossroads                                  | Ernie Smith, Heather Smith                         | EUA                                            | Drama                                | Diane Sokolowich, Anna Sosa, Brett Moye, Pamela Myers, Brooke Dempsey, Mike Schaeffer                         | Uma mulher se apaixona por uma colega de trabalho, redescobrindo sentimentos reprimidos                                                                                              |
| Chuang ru zhe (闯入者)                                       | Wang Xiaoshuai                                     | China                                          | Crime, Suspense, Drama               | Lu Zhong, Feng Yuanzheng, Qin Hao, Qin Hailu, Suying Huang                                                    | trad. Amnésia Vermelha Uma viúva passa os dias alimentando os filhos crescidos e visitando a mãe, até que começa a receber ligações estranhas                                        |
| Chuyến đi cuối cùng của chị Phụng                            | Tham Nguyen Thi                                    | Vietnã                                         | Documentário                         | | Segue uma trupe viajante de cantoras travestis |
| Clouds of Sils Maria                                         | Olivier Assayas                                    | EUA, França                                    | Drama                                | Kristen Stewart, Juliette Binoche, Chloë Grace Moretz, Lars Eidinger                                          | |
| The Coffee Shop                                              | A.J. Mattioli                                      | EUA                                            | Comédia, Romance                     | Blanche Baker, Elissa Goldstein, Keith Collins, Julia Weldon, Joshua Cruz, Edvin Ortega                       | Segue o dia a dia e os frequentadores de um café gay |
| Coming In                                                    | Marco Kreuzpaintner                                | Alemanha                                       | Comédia, Romance                     | Kostja Ullmann, Aylin Tezel, Ken Duken, Katja Riemann                                                         | trad. Namorando uma Mulher |
| Coming of Age In Cherry Grove: The Invasion                  | James Belzer                                       | EUA                                            | Documentário                         | Robin Byrd, Logan Hardcore, Daniel Nardicio, Panzi, Porsche                                                   | Sobre a primeira comunidade abertamente LGBT nos EUA fundada em 1869 |
| Compared to What: The Improbable Journey of Barney Frank     | Michael Chandler, Sheila Canavan                   | EUA                                            | Documentário                         | Barney Frank, Spencer Bachus, Mike Barnicle, Neil Barofsky, Dustin Lance Black, Steve Elmendorf               | Sobre o congressista aposentado Barney Frank |
| Crazy Bitches                                                | Crazy Bitches                                      | EUA                                            | Comédia, Terror                      | Samantha Colburn, Cathy DeBuono, Andy Gala, Liz McGeever, Victoria Profeta, Guinevere Turner                  | O fim de semana de um grupo de amigas vira pesadelo quando elas são assassinadas uma por uma                                                                                         |
| Cuatro Lunas                                                 | Sergio Tovar Velarde                               | México                                         | Comédia, Drama                       | Antonio Velázquez, Alejandro de la Madrid, Cesar Ramos, Gustavo Egelhaaf, Alonso Echánove, Alejandro Belmonte | Segue quatro histórias diferentes de personagens LGBT em quatro fases diferentes da vida                                                                                             |
| The Cult of JT LeRoy                                         | Marjorie Sturm                                     | EUA                                            | Documentário                         | Asia Argento, Deb Hiett, Savannah Knoop, Jeffrey Kusama-Hinte                                                 | Sobre a existência confusa do escritor JT LeRoy |
| Cut Snake                                                    | Tony Ayres                                         | Austrália                                      | Suspense, Crime                      | Sullivan Stapleton, Jessica De Gouw, Alex Russell, Megan Holloway, Robert Morgan, Paul Moder                  | A nova vida de um ex-presidiário na cidade é ameaçada com a chegada de seu antigo colega de cela                                                                                     |
| The Dark Place                                               | Jody Wheeler                                       | EUA                                            | Mistério, Suspense                   | Sean Paul Lockhart, Timo Descamps, Blaise Embry                                                               | Um homem com hipertimesia e seu namorado visitam a mansão da mãe, onde descobre uma conspiração que pode ameaçar sua vida                                                            |
| Date and Switch                                              | Chris Nelson                                       | EUA                                            | Comédia                              | Nicholas Braun, Hunter Cope, Dakota Johnson, Zach Cregger                                                     | |
| The David Dance                                              | Aprill Winney                                      | EUA                                            | Drama                                | Don Scime, Guy Adkins, Antoinette LaVecchia, Jordan Baker, Tonye Patano, Juju Stulbach                        | Um tímido locutor gay duvida de si quando sua irmã pede que ele seja uma figura paterna para a criança que ela adotará                                                               |
| De Gravata e Unha Vermelha                                   | Miriam Chnaiderman                                 | Brasil                                         | Documentário                         | Ney Matogrosso, Laerte Coutinho, Dudu Bertholini, Rogéria, Johnny Luxo, Walério Araújo                        | Figuras conhecidas falam sobre a construção de sua identidade de gênero |
| Để Mai Tính 2                                                | Charlie Nguyễn                                     | Vietnã                                         | Comédia, Romance                     | Thái Hòa, Kathy Uyen, Johnny Trí Nguyễn, Lâm Thanh, Mỹ Hoang, Phuc Nguyen                                     | Spin off do filme de 2010 |
| Dear White People                                            | Justin Simien                                      | EUA                                            | Comédia                              | Tessa Thompson, Tyler James Williams, Kyle Gallner, Teyonah Parris, Dennis Haysbert, Brittany Curran          | |
| Death to Prom                                                | Jeremy Wilker, Matthew Stenerson                   | EUA                                            | Comédia, Romance                     | Hina Khan, Ricardo Vázquez, Andrew Keives, Tony D. Czech, Catherine Hansen, Jôher Coleman                     | Dois amigos no ensino médio se apaixonam pelo mesmo garoto |
| Dedh Ishqiya (डेढ़ इश्किया)                                       | Abhishek Chaubey                                   | Índia                                          | Comédia, Drama, Romance              | Naseeruddin Shah, Madhuri Dixit, Arshad Warsi, Huma Qureshi, Vijay Raaz, Manoj Pahwa                          | Dois trapaceiros se apaixonam por uma mulher rica e a atendente dela |
| Dior et moi                                                  | Frédéric Tcheng                                    | França                                         | Documentário                         | Raf Simons, Marion Cotillard, Anna Wintour, Sidney Toledano, Pieter Mulier, Jennifer Lawrence                 | trad. Dior e Eu Segue a trajetória do designer belga Raf Simons na Dior |
| Do I Sound Gay?                                              | David Thorpe                                       | EUA                                            | Documentário                         | David Thorpe, Dan Savage, George Takei, David Sedaris, Tim Gunn, Margaret Cho                                 | Explora a existência e a precisão de estereótipos gays |
| Do Lado de Fora                                              | Alexandre Carvalho                                 | Brasil                                         | Comédia, Drama                       | André Bankoff, Marcello Airoldi, Luis Fernando Vaz, Mauricio Evanns                                           | Dois adolescentes vão à Parada do Orgulho LGBT de São Paulo e fazem um pacto de se assumirem para suas famílias até a próxima parada                                                 |
| Dohee-ya (도희야)                                            | July Jung                                          | Coreia do Sul                                  | Drama                                | Bae Doo-na, Kim Sae-ron, Song Sae-byuk, Kim Jin-goo, Son Jong-hak, Na Jong-min                                | trad. Uma Garota à Porta Transferida para um vilarejo após um escândalo, uma policial acolhe uma garota abusada                                                                      |
| Dólares de Arena                                             | Laura Amelia Guzmán, Israel Cárdenas               | República Dominicana                           | Drama                                | Geraldine Chaplin, Yanet Mojica, Ricardo Ariel Toribio                                                        | Uma jovem planeja usar sua namorada bem mais velha para conseguir um visto para a França                                                                                             |
| Doushitemo furetakunai (どうしても触れたくない)              | Chihiro Amano                                      | Japão                                          | Romance, Drama                       | Kosuke Yonehara, Masashi Taniguchi, Tomita Shou                                                               | Um jovem tímido se apaixona por seu novo chefe |
| Drumline: A New Beat                                         | Bille Woodruff                                     | EUA                                            | Musical                              | Alexandra Shipp, Leonard_Roberts, Jordan Calloway, Mario Van Peebles, DeRay Davis, Nick Cannon                | Telefilme sequência de Drumline, 2002 |
| Drunktown's Finest                                           | Sydney Freeland                                    | EUA                                            | Drama                                | Jeremiah Bitsui, Carmen Moore, Morningstar Angeline, Kiowa Gordon, Shauna Baker, Elizabeth Frances            | Três jovens Navajo; uma garota adotada, um prestes a ser pai, e uma mulher trans; sonham em virar modelos                                                                            |
| The Duke of Burgundy                                         | Peter Strickland                                   | Reino Unido                                    | Drama                                | Sidse Babett Knudsen, Chiara D'Anna, Eugenia Caruso, Zita Kraszkó, Monica Swinn                               | As fantasias sadomasoquistas de um casal não tem mais apelo para elas |
| Dyke Hard                                                    | Bitte Andersson                                    | Suécia                                         | Ação, Comédia                        | Lina Kurttila, Peggy Sands, Maria Wågensjö, Alle Eriksson, Iki Gonzalez, Josephine Krieg                      | Uma banda formada por lésbicas luta contra fantasmas, ninjas, prisioneiros, gangues de motoqueiros e um homem muito rico                                                             |
| Eastsiders: The Movie                                        | Kit Williamson                                     | EUA                                            | Drama                                | Van Hansis, Matthew McKelligon, Kit Williamson                                                                | Baseado na série homônima |
| Eat With Me                                                  | David Au                                           | EUA                                            | Comédia, Romance, Drama              | Sharon Omi, Edward Chen, Nicole Sullivan, Aidan Bristow, George Takei, Jamila Alina                           | Uma mãe conservadora vai morar com o filho e descobre que ele é gay |
| Electroboy                                                   | Marcel Gisler                                      | Suíça                                          | Documentário                         | Florian Burkhardt, Hildegard Burkhardt, Peter J. Burkhardt, Gregory David Mayo, Urs Keller                    | Sobre Florian Burkhardt, modelo, snowboarder, escritor e compositor dos anos 90, que agora sofre de ansiedade                                                                        |
| Elephant Song                                                | Charles Binamé                                     | Canadá                                         | Drama                                | Xavier Dolan, Catherine Keener, Carrie-Anne Moss, Bruce Greenwood, Colm Feore                                 | Quando um psiquiatra desaparece de um hospício, um jovem paciente vira o principal suspeito                                                                                          |
| Entre ríos: todo lo que no dijimos                           | Nelson Schmunk, Hector Benicelli, Gisela Chicolino | Argentina                                      | Comédia, Drama                       | Eugenia Alonso, Nito Dalinger, Javier De Pietro, Frida Erbes, Joaquin Retamar                                 | [ 90 ] |
| Esprit de Corps                                              | Auraeus Solito                                     | Filipinas                                      | Drama                                | Sandino Martin, JC Santos, Lharby Policarpio, Garry Lim, Abner Delina, Jr., VJ Mendoza                        | Dois cadetes lutam contra um major corrupto |
| Eternity: The Movie                                          | Ian Thorpe                                         | EUA                                            | Comédia, Musical                     | Barrett Crake, Myko Olivier, Nikki Leonti, Eric Roberts, Jon Gries, Martin Kove                               | Um triângulo amoroso ameaça acabar com a amizade de uma dupla medíocre de R&B dos anos 80                                                                                            |
| Ever                                                         | Josh Beck                                          | EUA                                            | Drama, Romance                       | Wendy McColm, Christina Elizabeth Smith, Micah Van Hove, Josh Beck, Brandon Bales, Marian McColm              | Tentando lidar com a morte de seu namorado, uma jovem começa a se apaixonar por uma de suas amigas                                                                                   |
| F(l)ag Football                                              | Seth Greenleaf                                     | EUA                                            | Documentário                         | Wade Davis, Jared Garduno, Brenton Metzler, Cyd Zeigler                                                       | Sobre a Liga Gay de Flag Football |
| Fall                                                         | Terrance Odette                                    | Canadá                                         | Drama                                | Wendy Crewson, Suzanne Clément, Michael Murphy, Katie Boland                                                  | [ 95 ] |
| Family Secrets (أسرار عائلية)                                | Hany Fawzy                                         | Egito                                          | Drama                                | Mohamed Mahran, Salwa Mohamed Ali, Hassan Kreidli, Passant Shawki, Passant Shawki, Tarek Soliman              | Primeiro filme egípcio a falar abertamente sobre a homossexualidade |
| A Fantastic Ghost Wedding                                    | Meng Ong                                           | Singapura, Taiwan, Hong Kong                   | Fantasia, Comédia, Drama             | Sandra Kwan Yue Ng, Mark Lee, Sui-man Chim, Edison Wang, Kenji Fitzgerald, Luke Lee                           | Um jovem médium é contratado para encontrar uma noiva para um adolescente morto |
| Faux Accords                                                 | Paul Vecchiali                                     | França                                         | Documentário                         | Pascal Cervo, Julien Lucq, Victor Toussaint, Paul Vecchiali                                                   | Após perder seu parceiro, um homem descobre que este tinha uma relação virtual com outro                                                                                             |
| Favela Gay                                                   | Rodrigo Felha                                      | Brasil                                         | Documentário                         | Jeckie Brown, Carlinhos do Salgueiro, Guinha, Dejah Idalice, Martinha, Michelli                               | Sobre a cultura gay dentro das favelas do Rio de Janeiro |
| Fear of Water                                                | Kate Lane                                          | Reino Unido                                    | Drama, Romance                       | Lily Loveless, Sara Stewart, Alex Macqueen, Marcia Warren, Chloe Partridge, Candis Nergaard                   | Duas garotas de vidas e camadas sociais diferentes se conhecem durante um verão |
| Felice chi è diverso                                         | Gianni Amelio                                      | Itália                                         | Documentário                         | Glauco Bettera, Giorgio Bongiovanni, Mosè Bottazzi, Nicola Calì, Ciro Cascina, Francesco Cocola, Lucy Salani  | trad. Feliz por ser diferente A vivência gay italiana do século XXI |
| Feriado                                                      | Diego Araujo                                       | Equador, Argentina                             | Drama                                | Juan Arregui, Elena Vargas, Cristina Morrison, Peki Andino, Canela Samaniego, Manuela Merchán                 | |
| Fieber                                                       | Elfi Mikesch                                       | Luxemburgo, Áustria                            | Drama                                | Carolina Cardoso, Eva Mattes, Martin Wuttke, Nicole Max, Louis Wagner, Luc Lamesch                            | Uma fotógrafa é assombrada pelas memórias de sua infância e o comportamento estranho de seu pai                                                                                      |
| FLA (Faire: l'amour)                                         | Djinn Carrenard                                    | França                                         | Drama, Comédia                       | Maha, Laurette Lalande, Azu, Saul Williams                                                                    | Segue um rapper egoísta que fica surdo, uma mãe separada de seu bebê na cadeia, e a irmã aeromoça dela                                                                               |
| Folsom Forever                                               | Mark Jensen                                        | EUA                                            | Documentário                         | Sister Roma, Jack Fritscher, Scott Wiener, Gayle Rubin, Cleo Dubois, Danny Williams                           | [ 104 ] |
| For Love, We Can (愛, 不難)                                  | Chi-Lung Lam                                       | Hong Kong                                      | Drama                                | Carlos Chan, Fung Lee, On-Lai Liu, Derrick Ownn, Jimmy Shum                                                   | Um jovem rebelde tem um relacionamento complicado com sua mãe viúva após sair do armário                                                                                             |
| Fort Buchanan                                                | Benjamin Crotty                                    | França, Tunísia                                | Comédia, Drama, Romance              | Andy Gillet, Iliana Zabeth, David Baïot, Mati Diop, Luc Chessel                                               | Quando seu marido é enviado em uma missão no Djibouti, um homem fica sozinho com a filha deles                                                                                       |
| Frangipani                                                   | Visakesa Chandrasekaram                            | Sri Lanka                                      | Drama, Romance                       | Jehan Sri Kanth, Dasun Pathirana, Yasodha Rasanduni                                                           | Uma jovem quer que um costureiro gay a salve de um casamento arranjado, mas ele quer liberdade na cidade                                                                             |
| Fred                                                         | John Fitzgerald Keitel                             | EUA                                            | Documentário                         | Fred Karger                                                                                                   | Segue a campanha de 2012 de Fred Karger, o primeiro candidato presidencial abertamente gay da história política dos EUA                                                              |
| Gaming in Color                                              | Philip Jones                                       | EUA                                            | Documentário                         | Colleen Macklin, George Skleres, Naomi Clark, Matt Conn                                                       | Explora a presença LGBT na industria dos games e na cultura dos fãs |
| Gazelle: The Love Issue                                      | Cesar Terranova                                    | Brasil                                         | Documentário                         | Gazelle Paulo, Kenny Kenny, Paul Alexander, Scooter LaForge, Jack Doroshow                                    | Sobre Gazelle Paulo, transformista brasileiro trabalhando em Nova Iorque |
| Gekijōban Zero (劇場版 零 ゼロ)                              | Mari Asato                                         | Japão                                          | Terror                               | Ayami Nakajō, Aoi Morikawa, Fujiko Kojima, Karen Miyama, Kasumi Yamaya, Minori Hagiwara                       | Também conhecido como Fatal Fame Baseado em uma novelização da série de video games Fatal Frame, escrito por Eiji Otsuka                                                             |
| Gesù è morto per i peccati degli altri                       | Maria Arena                                        | Itália                                         | Documentário                         | | Segue três prostitutas trans ativas há décadas no bairro de San Berillo em Catania                                                                                                   |
| Girl from God's Country                                      | Karen Day                                          | EUA                                            | Documentário                         | Geena Davis                                                                                                   | Sobre Nell Shipman, a primeira mulher cineasta independente |
| Girltrash: All Night Long                                    | Alex Kondracke                                     | EUA                                            | Musical, Comédia                     | Lisa Rieffel, Michelle Lombardo, Gabrielle Christian, Mandy Musgrave, Kate French, Clementine Ford            | Prequela de webseries Girltrash!, onde cinco garotas saem para uma noite memorável de confusões e rock and roll                                                                      |
| Good Mourning, Lucille                                       | Vanessa Libertad Garcia                            | EUA                                            | Mistério, Comédia                    | Najarra Townsend, Richard Banker, Sarah Connine, Che Landon, Mercedes LeAnza                                  | Uma mulher procura pelo assassino de sua gêmea, fotografando todos os suspeitos |
| Guidance                                                     | Pat Mills                                          | Canadá                                         | Comédia                              | Pat Mills, Kevin Hanchard, Maria Vacratsis, Allison Hossack                                                   | Um ex-ator mirim gay no armário fabrica um currículo para conseguir emprego como conselheiro escolar                                                                                 |
| Happy End?!                                                  | Petra Clever                                       | Alemanha                                       | Drama, Romance                       | Sinha Gierke, Verena Wüstkamp, Meike Gottschalk, Klaus Nierhoff                                               | Uma aspirante a advogada é injustamente condenada a trabalhar voluntariamente em um hospício, onde conhece uma mulher que quer realizar os últimos desejos de sua amiga              |
| Helicopter Mom                                               | Salomé Breziner                                    | EUA                                            | Comédia                              | Jason Dolley, Mark Boone Junior, Nia Vardalos, Skyler Samuels, Devon Werkheiser, Kate Flannery                | Uma mãe quer que seu filho seja gay e espalha esse boato pela escola dele |
| Hide and Seek                                                | Joanna Coates                                      | Reino Unido                                    | Drama, Romance                       | Josh O'Connor, Hannah Arterton, Rea Mole, Daniel Metz, Joe Banks                                              | Quatro jovens fogem de Londres para criarem uma sociedade utópica |
| High Heels (하이힐)                                          | Jang Jin                                           | Coreia do Sul                                  | Ação, Policial, Drama                | Cha Seung-won, Oh Jung-se, Esom, Song Young-chang, Kim Eung-soo, Ahn Gil-kang                                 | Um detetive de homicídios decide ter uma cirurgia de redesignação sexual, mas uma gangue procurando vingança interrompe seus planos                                                  |
| History Doesn’t Have to Repeat Itself                        | Stéphane Gérard                                    | França                                         | Documentário                         | | Sobre o sentimento de comunidade cultivado após a Rebelião de Stonewall |
| Hockney                                                      | Randall Wright                                     | Reino Unido                                    | Documentário                         | David Hockney, Arthur Lambert, Colin Self, Don Bachardy, Celia Birtwell, Betty Freeman                        | Sobre a obra e a personalidade do artista David Hockney |
| Hodinový manžel                                              | Tomáš Svoboda                                      | República Checa                                | Comédia                              | David Novotný, Bolek Polívka, David Matásek, Lukáš Latinák, Jitka Čvančarová, Zuzana Norisová                 | Após perderem uma partida importante, jogadores de polo aquático começam a trabalhar como 'maridos de aluguel'                                                                       |
| Hoje Eu Quero Voltar Sozinho                                 | Daniel Ribeiro                                     | Brasil                                         | Romance                              | Ghilherme Lobo, Fábio Audi, Tess Amorim, Selma Egrei, Eucir de Souza                                          | Baseado no curta Eu Não Quero Voltar Sozinho |
| Houkago rosuto (放課後ロスト)                                | Akiko Ohku, Chihiro Amano, Ai Nagura               | Japão                                          | Comédia                              | Honoka Yahagi, Kaho Takashima, Sumire Sato, Yuma Oishi, Erina Nakayama, Mayu Matsuoka                         | Três histórias que seguem três garotas diferentes e seus primeiros romances |
| The Homestretch                                              | Anne de Mare, Kirsten Kelly                        | EUA                                            | Documentário                         | | Três adolescentes sem-teto enfrentam o inverno em Chicago, o ensino médio, e a vida nas ruas                                                                                         |
| An Honest Liar                                               | Tyler Measom, Justin Weinstein                     | EUA                                            | Documentário                         | James Randi, Adam Savage, Bill Nye, Uri Geller, Penn Jillette, Alice Cooper                                   | A vida e o trabalho do mágico escapista James Randi |
| Hunted: The War Against Gays in Russia                       | Ben Steele                                         | EUA                                            | Documentário                         | Liz MacKean, Matt Bomer                                                                                       | Mostra a violência enfrentada por pessoas LGBT na Rússia após a criação da 'lei anti propaganda gay'                                                                                 |
| I am Bonnie                                                  | Sourabh Kanti Datta, Farha Khatun                  | Índia                                          | Documentário                         | | Sobre um atleta intersexo que jogava na seleção feminina de futebol de Bengala luta para encontrar aceitação                                                                         |
| Ich will Dich                                                | Rainer Kaufmann                                    | Alemanha                                       | Drama, Romance                       | Ina Weisse, Erika Marozsán, Ulrich Noethen, Marc Hosemann, Petra Schmidt-Schaller, Matti Schmidt-Schaller     | Uma designer casada e com filhos conhece a noiva de um amigo e se apaixona por ela                                                                                                   |
| I-geos-i oo-lee-eui kkeut-ida (이것이 우리의 끝이다)         | Kim Kyung-mook                                     | Coreia do Sul                                  | Comédia, Drama                       | Yoo-young, Lee Ju-seung, Jung Hye-in, Paul Lee, Gong Myoung, Kim Su-hyun                                      | Também conhecido como Futureless Kids, mostra os acontecimentos do dia-a-dia de uma loja de conveniência                                                                             |
| I'm Beso                                                     | Lasha Tskvitinidze                                 | Geórgia                                        | Drama, Aventura, Comédia             | Tsotne Barbakadze, Viktor Barbakadze, Leri Bekauri, Lana Ratiani, Zaza Salia, Soso Tarkashvili                | Um adolescente que vive com seu pai deficiente e sua mãe padeira descobre que seu irmão é gay e começa a segui-lo                                                                    |
| In the Turn                                                  | Erica Tremblay                                     | Canadá                                         | Documentário                         | | Uma garota trans de 10 anos procura aceitação em um time queer de roller derby |
| Jacky au royaume des filles                                  | Riad Sattouf                                       | França                                         | Comédia                              | Vincent Lacoste, Charlotte Gainsbourg, Didier Bourdon, Anémone, Valérie Bonneton, Michel Hazanavicius         | [ 132 ] |
| Jailbait                                                     | Jared Cohn                                         | EUA                                            | Crime, Drama, Romance                | Samantha Cardona, Sara Malakul Lane, Erin O'Brien, Barrett Perlman                                            | Uma adolescente é presa após matar seu padrasto abusivo |
| Jak Całkowicie Zniknąć                                       | Przemysław Wojcieszek                              | Polônia                                        | Drama, Romance                       | Agnieszka Podsiadlik, Pheline Roggan                                                                          | Duas jovens se conhecem no metrô de Berlim e tem um romance de 12 horas |
| Jamie Marks Is Dead                                          | Carter Smith                                       | EUA                                            | Drama, Terror                        | Morgan Saylor, Noah Silver, Cameron Monaghan, Brett DelBuono, Fred Tolliver Jr., Ronen Rubinstein             | trad. Jamie Marks Está Morto Após encontrarem o corpo de um colega, dois jovens começam a ver o fantasma dele                                                                        |
| Je suis à toi                                                | David Lambert                                      | Bélgica, Canadá                                | Drama, Romance                       | Jean-Michel Balthazar, Monia Chokri, Nahuel Pérez Biscayart                                                   | trad. Sou Todo Teu Um garoto de programa argentino conhece um padeiro solitário mais velho                                                                                           |
| Jongens                                                      | Mischa Kamp                                        | Países Baixos                                  | Drama, Romance                       | Gijs Blom, Ko Zandvliet, Stijn Tavern, Jonas Smulders, Ton Kas                                                | |
| O Jogo da Imitação                                           | Morten Tyldum                                      | Reino Unido, EUA                               | Biográfico, Drama                    | Benedict Cumberbatch, Keira Knightley, Matthew Goode, Rory Kinnear, Allen Leech, Charles Dance                | Baseado no livro biográfico Alan Turing: The Enigma, de Andrew Hodges, por sua vez inspirado na vida do criptoanalista britânico homossexual Alan Turing                             |
| Just Before I Go                                             | Courteney Cox                                      | EUA                                            | Comédia, Drama                       | Elisha Cuthbert, Seann William Scott, Olivia Thirlby, Garret Dillahunt, Kate Walsh                            | |
| Kaminguauto (カミングアウト)                                 | Kazutoshi Inudô                                    | Japão                                          | Drama                                | Naoto Takahashi, Yû Okamura, Natsuo, Yûko Takayama                                                            | Um universitário gay que esconde sua orientação sexual se apaixona por um colega |
| Kapgang                                                      | Niels Arden Oplev                                  | Dinamarca                                      | Drama                                | Villads Bøye, Kraka Donslund Nielsen, Frederik Winther Rasmussen, Anders W. Berthelsen, Sidse Babett Knudsen  | Um garoto de 14 anos deve lidar com a morte de sua mãe e sua sexualidade confusa em meados dos anos 70                                                                               |
| Kasal                                                        | Joselito Altarejos                                 | Filipinas                                      | Drama                                | Arnold Reyes, Oliver Aquino, Rita Avila, Maureen Mauricio, Rener Concepcion, Ruby Ruiz                        | Um casal gay é convidado para um casamento e tem que navegar as normas sociais de uma sociedade conservadora                                                                         |
| Kidnapped for Christ                                         | Kate S. Logan                                      | EUA                                            | Documentário                         | David Wernsman, Tai Mathieu, Kate Logan                                                                       | Detalha as experiência de adolescentes enviados pelos pais a uma escola de mudança de comportamento e conversão ex-gay na República Dominicana                                       |
| Kissing Darkness                                             | James Townsend                                     | EUA                                            | Terror, Comédia                      | Kyle Blitch, Ronnie Kroell, Sean Paul Lockhart, Daniel Berilla, Griffin Marc, Nick Airus                      | Um grupo de amigos gays decide ir acampar na floresta e acaba libertando um espírito vingativo                                                                                       |
| Kraftidioten                                                 | Hans Petter Moland                                 | Noruega                                        | Crime, Ação, Drama, Comédia          | Stellan Skarsgård, Bruno Ganz, Pål Sverre Hagen, Jack Moland, Stig Henrik Hoff, Arthur Berning                | trad. O Cidadão do Ano O cidadão do ano de uma cidade montanhosa quer vingança pelo assassinato de seu filho                                                                         |
| Der Kreis                                                    | Stefan Haupt                                       | Suíça                                          | Drama, Documentário                  | Matthias Hungerbühler, Sven Schelker, Anatole Taubman, Peter Jecklin, Marianne Sägebrecht                     | Docudrama sobre o relacionamento entre um professor e um artista drag, por meio de dramatizações na década de 50 e entrevistas com os homens já idosos no presente                   |
| Kristuksen morsian                                           | Kari Paljakka                                      | Finlândia                                      | Drama                                | Iida Kuningas, Niina Koponen, Miitta Sorvali                                                                  | Uma jovem prestes a se casar com sua parceira entra para um culto cristão conservador                                                                                                |
| Kru Lae Nak Rian (ครูและนักเรียน)                               | Saravuth Intaraprom                                | Tailândia                                      | Drama                                | Marninphun Pinyopiyawith, Piramit Arunsri, Kisthachapon Tananara                                              | Depois de cinco anos juntos, dois homens estão prestes a se separarem quando um deles se apaixona por um aluno                                                                       |
| Kumu Hina                                                    | Joe Wilson, Dean Hamer                             | EUA                                            | Documentário                         | Leo Anderson Akana, Haemaccelo Kalu, Ho'Onani Kamai, Hinaleimoana Wong-Kalu                                   | Uma professora nativa havaiana māhū conta sua história |
| L Word Mississippi: Hate the Sin                             | Lauren Lazin                                       | EUA                                            | Documentário                         | | Lésbicas no Bible Belt dos EUA enfrentam homofobia e sexismo |
| Lạc Giới                                                     | Phi Tiến Sơn                                       | Vietnã                                         | Drama, Romance                       | Trung Dũng, Mai Thu Huyền, Bình An, Vũ Tuấn Việt, Thành Lộc, Mai Hồ                                           | O triângulo amoroso entre um fugitivo, uma enfermeira, e o filho enfermo de um fazendeiro rico                                                                                       |
| Lady Peacock                                                 | A.J. Mattioli                                      | EUA                                            | Comédia, Romance                     | Alec Seymour, Joshua Cruz, Bobby W. Walker, Simon Vargas, Kc Comeaux                                          | Um homem vira uma drag queen para competir com uma rival que quer roubar seu namorado                                                                                                |
| Lady Valor: The Kristin Beck Story                           | Sandrine Orabona, Mark Herzog                      | EUA                                            | Documentário                         | Kristin Beck                                                                                                  | Sobre a transição de gênero de uma ex-Navy SEAL |
| The Last One                                                 | Nadine C. Licostie                                 | EUA                                            | Documentário                         | | A história da Colcha de Retalhos da AIDS, um enorme memorial que celebra a vida de pessoas que morreram por causas relacionadas à AIDS                                               |
| The Last Straight Man                                        | Mark Bessenger                                     | EUA                                            | Comédia, Drama, Romance              | Mark Cirillo, Scott Sell, David Alanson Bradberry                                                             | trad. O Último Homem Hétero Após dormirem juntos na despedida de solteiro, um homem hétero casado e seu amigo no armário se encontram no mesmo dia por 12 anos                       |
| Last Weekend                                                 | Tom Dolby, Tom Williams                            | EUA                                            | Drama, Comédia                       | Patricia Clarkson, Zachary Booth, Joseph Cross, Rutina Wesley, Julio Oscar Mechoso, Fran Kranz                | |
| Der letzte Sommer der Reichen                                | Peter Kern                                         | Áustria                                        | Drama                                | Amira Casar, Nicole Gerdon, Winfried Glatzeder, Margarete Tiesel, Nicole Beutler                              | Uma rica e jovem financiadora de moda se afoga nos vícios da alta sociedade de Viena                                                                                                 |
| Liberen a García                                             | Maria Boughen                                      | Argentina                                      | Comédia, Drama                       | Manuela Pique, Luna Sarsale, Graciela Garcia, Noemi Oneto                                                     | O relacionamento entre duas jovens em um momento de introspecção |
| Life Partners                                                | Susanna Fogel                                      | EUA                                            | Comédia, Romance                     | Leighton Meester, Gillian Jacobs, Adam Brody, Gabourey Sidibe, Beth Dover, Abby Elliott                       | |
| Lilting                                                      | Hong Khaou                                         | Reino Unido                                    | Drama                                | Ben Whishaw, Cheng Pei-pei, Andrew Leung, Morven Christie, Naomi Christie, Peter Bowles                       | trad. Na Cadência do Amor Uma mãe se aproxima do namorado do filho recém falecido, apesar de não falarem o mesmo idioma                                                              |
| Limbo                                                        | Anna Sofie Hartmann                                | Dinamarca, Alemanha                            | Drama                                | Annika Nuka Matthiasen, Sofia Nolsøe Mikkelsen                                                                | O relacionamento entre uma jovem professora e uma aluna |
| Limited Partnership                                          | Thomas G. Miller                                   | Austrália                                      | Documentário                         | Richard Adams, Tony Sullivan                                                                                  | trad. Sociedade Limitada Em 1975, um dos primeiros casais do mesmo sexo a se casar luta para um deles ter direito a um green card                                                    |
| Liz en Septiembre                                            | Fina Torres                                        | Venezuela                                      | Drama, Romance                       | Patricia Velásquez, Mimí Lazo, Danay García, Eloísa Maturén, Arlette Torres, Elba Escobar                     | trad. Liz em Setembro Uma mulher tenta esconder sua doença terminal de suas amigas quando estas a desafiam a seduzir uma mulher durante seu aniversário                              |
| Loreak                                                       | Jon Garaño, Jose Mari Goenaga                      | Espanha                                        | Drama                                | Josean Bengoetxea, Itziar Aizpuru, Itziar Ituño, Nagore Aranburu, Egoitz Lasa, José Ramón Soroiz              | |
| Lost in the White City                                       | Gil Kofman, Tanner King Barklow                    | EUA                                            | Drama                                | Haley Bennett, Thomas Dekker, Bob Morley, Tawfeek Barhom                                                      | [ 157 ] |
| Love Is Strange                                              | Ira Sachs                                          | EUA                                            | Drama, Romance                       | John Lithgow, Alfred Molina, Marisa Tomei, Charlie Tahan, Cheyenne Jackson, Harriet Sansom Harris             | Um casal gay se casa depois de 39 anos juntos, mas quando um deles é despedido eles não podem mais pagar o aluguel e são forçados a viverem separados                                |
| Love Island                                                  | Jasmila Žbanić                                     | Croácia, Alemanha, Suíça, Bósnia e Herzegovina | Comédia, Romance                     | Ariane Labed, Ermin Bravo, Ada Condeescu, Franco Nero, Lee Delong, Leon Lučev                                 | Uma grávida francesa e seu marido bósnio viajam para uma ilha, onde os dois se apaixonam pela mesma mulher                                                                           |
| Love Me Anyway                                               | Ryan Andrew Balas                                  | EUA                                            | Drama, Romance                       | Daniel Armando, Deirdre Herlihy, Edgar Muniz, Melissa Navia, Brian George Randles                             | Um cineasta se apaixona por um surfista, um homem tenta salvar seu casamento, e uma jovem esposa tem um caso com outra mulher                                                        |
| Love the One You Love                                        | Jenna Bass                                         | África do Sul                                  | Comédia, Drama, Mistério             | Louw Venter, Chi Mhende, Andile Nebulane, Dayaan Salie, Mzu Ntantiso, Nelson Das Neves                        | trad. Ame Quem Você Ama Um operador de telessexo, um cuidador de cachorros, e um técnico em informática começam a suspeitar de uma conspiração envolvendo seus relacionamentos       |
| Love's Coming (ใช่รักหรือเปล่า)                                  | Naphat Chaithiangthum                              | Tailândia                                      | Romance                              | Suttinut Uengtrakul, Norrapat Sakulsong, Chanon Santinatornkul, Suraphat Kirivichien, Korn Khunatipapisiri    | Um grupo de colegas estão convencidos de que dois de seus amigos tem um relacionamento secreto                                                                                       |
| Lyle                                                         | Stewart Thorndike                                  | EUA                                            | Drama, Terror                        | Gaby Hoffmann, Ashlie Atkinson, Kim Allen, Rebecca Street, Michael Che, Ingrid Jungermann                     | Uma mulher grávida entra em uma fantasia paranoica após a morte de seu primeiro filho                                                                                                |
| La madre del Cordero                                         | Enrique Farías, Rosario Espinosa                   | Chile                                          | Drama                                | Maria Olga Matte, Shenda Román, Patricia Velasco, Daniel Antivilo, Violeta Vidaurre, Sonia Mena               | Após passar a vida cuidando de sua mãe solteira, uma mulher de meia-idade reencontra uma antiga amiga da escola                                                                      |
| Mala Mala                                                    | Antonio Santini, Dan Sickles                       | Porto Rico                                     | Documentário                         | Jason Carrión, Samantha Close, Ivana Fred, Alberic Prados                                                     | Um celebração da comunidade trans de Porto Rico |
| Małe stłuczki                                                | Aleksandra Gowin, Ireneusz Grzyb                   | Polônia                                        | Drama, Romance                       | Helena Sujecka, Agnieszka Pawełkiewicz, Szymon Czacki, Katarzyna Bargiełowska, Arkadiusz Jakubik              | trad. Pequenas Atrações Duas mulheres que limpam as casas de falecidos tem um relacionamento incomum                                                                                 |
| ManIslam: Islam and Masculinity                              | Nefise Özkal Lorentzen                             | Noruega                                        | Documentário                         | Naif Al-Mutawa, Ihsan Eliaçık, Imtiaz Pavel, Syaldi Sahude                                                    | Segue homens que querem mudar o lado sombrio da masculinidade no Islã |
| Margarita with a Straw                                       | Shonali Bose                                       | Índia                                          | Drama, Romance                       | Kalki Koechlin, Revathi, Sayani Gupta, William Moseley, Hussain Dalal, Tenzing Dalha                          | trad. Margarita com Canudinho Uma mulher com paralisia cerebral vai estudar em Nova Iorque e acaba se apaixonando                                                                    |
| Match                                                        | Stephen Belber                                     | EUA                                            | Drama, Comédia                       | Matthew Lillard, Carla Gugino, Patrick Stewart, Maduka Steady                                                 | Um experiente professor de dança gay é entrevistado por uma acadêmica e seu marido, mas o casal tem segundas intenções                                                               |
| Un matrimonio da favola                                      | Carlo Vanzina                                      | Itália                                         | Comédia                              | Stefania Rocca, Emilio Solfrizzi, Adriano Giannini, Giorgio Pasotti, Ricky Memphis, Paola Minaccioni          | Um homem usa sua festa de casamento como desculpa para reunir os amigos da época de escola durante um fim de semana                                                                  |
| Matt Shepard Is a Friend of Mine                             | Michele Josue                                      | EUA, Marrocos, Suíça                           | Documentário                         | Michele Josue, Judy Shepard, Zeina Barkawi                                                                    | Sobre Matthew Shepard, jovem gay assassinado em um dos mais notórios crimes de ódio da história dos EUA                                                                              |
| Me quedo contigo                                             | Artemio Narro                                      | México                                         | Terror, Drama                        | Anajosé Aldrete, Beatriz Arjona, Ximena Rubio, Flor Eduarda Gurrola, Iván Arana, José María de Tavira         | [ 170 ] |
| Die Menschenliebe                                            | Maximilian Haslberger                              | Alemanha                                       | Documentário, Drama                  | Joachim Neumann, Sven Normann, Tina Pfurr, Janin Stenzel                                                      | Docudrama sobre dois homens procurando uma vida sexual normal |
| Metamorfoses                                                 | Christophe Honoré                                  | França                                         | Comédia Dramática                    | Amira Akili, Sébastien Hirel, Mélodie Richard, Damien Chapelle                                                | |
| Mita Tova (מיתה טובה)                                        | Sharon Maymon, Tal Granit                          | Israel, Alemanha                               | Drama, Comédia                       | Ze'ev Revach, Levana Finkelstein, Alisa Rozen, Ilan Dar, Rafael Tabor, Yosef Carmon                           | trad. A Festa de Despedida Um grupo de amigos em um casa de repouso constroem uma máquina de eutanásia para ajudar um amigo                                                          |
| More Scenes from a Gay Marriage                              | Matt Riddlehoover                                  | EUA                                            | Comédia, Romance, Drama              | Charlie David Rett Terrell Matt Riddlehoover Jared Allman Rodiney Santiago Cliff Burr                         | Continuação do filme Scenes from a Gay Marriage de 2012 |
| Muerte en Buenos Aires                                       | Natalia Meta                                       | Argentina                                      | Crime, Suspense                      | Demián Bichir, Chino Darín, Mónica Antonópulos, Carlos Casella, Emilio Disi, Hugo Arana                       | |
| MY 2                                                         | Slobodanka Radun                                   | República Checa                                | Romance, Drama                       | Jana Plodková, Ondřej Nosálek, Adam Mišík, Luděk Sobota, Ondřej Malý, Jiří Vyorálek                           | Uma mulher foge de sua família e marido e passa a morar com um cabeleireiro gay |
| My Guys                                                      | Joseph Antaki                                      | Canadá                                         | Comédia                              | Kendall Savage, Catherine Castellucci, Adrien Benn, Francis Moreau, Martin Brisebois, Francois Bryon          | Segue uma garçonete gordinha e sua horda de amigos gays |
| My Life Partner                                              | M B Padmakumar                                     | Índia                                          | Romance, Drama                       | Sudev Nair, Ameer Niyaz, Anusree Nair, Sukanya, Geetha Vijayan, Valsala Menon                                 | Segue o relacionamento altamente emotivo entre dois homens |
| Nachthelle                                                   | Florian Gottschick                                 | Alemanha                                       | Drama, Mistério                      | Kai Ivo Baulitz, Vladimir Burlakov, Benno Furmann, Anna Grisebach, Michael Gwisdek                            | Dois casais visitam uma casa de seus passados, e a tensão sexual entre eles chega a um limite                                                                                        |
| Naked Dragon                                                 | G.A. Hauser                                        | EUA                                            | Crime, Drama, Romance                | Jesse Seann Atkinson, Davon Williams, Chad Bishop, Shane Keough, Elliot Hill                                  | Ao caçar um assassino em série, um vidente do FBI se apaixona pelo policial que o ajuda                                                                                              |
| Nånting Måste Gå Sönder                                      | Ester Martin Bergsmark                             | Suécia                                         | Drama                                | Saga Becker, Iggy Malmborg, Shima Niavarani, Mattias Åhlén, Daniel Nyström, Emil Almén                        | trad. Algo a Romper Um rapaz andrógeno pensa em mudar de gênero para ficar com o homem que gosta, que é hétero                                                                       |
| Nena                                                         | Saskia Diesing                                     | Países Baixos, Alemanha                        | Drama                                | Abbey Hoes, Gijs Blom, Uwe Ochsenknecht, Monic Hendrickx, Fabian Jansen, André Jung                           | |
| Never                                                        | Brett Allen Smith                                  | EUA                                            | Drama                                | Nicole Gale Anderson, Angela Sarafyan, Zelda Williams, Zachary Booth, Julianne Gabert                         | [ 180 ] |
| Nightingale                                                  | Elliott Lester                                     | EUA                                            | Drama, Suspense                      | David Oyelowo, Barlow Jacobs, Heather Storm                                                                   | trad. Nightingale - Peter e Sua Mãe Um veterano de guerra perturbado fica obcecado com um velho amigo do exército e planeja matar sua mãe                                            |
| Una nobile rivoluzione                                       | Simone Cangelosi                                   | Itália                                         | Documentário                         | Marcella Di Folco                                                                                             | Uma homenagem à Marcella Di Folco, presidente do Movimento Identidade Transexual, ativista, e atriz de Felini                                                                        |
| La noche del lobo                                            | Diego Schipani                                     | Argentina                                      | Drama                                | Tom Middleton, Emmanuel Mino, Ivan Moschner, Nahuel Mutti, Silvina Acosta, Santiago Cibert                    | Um jovem procura por amor e um lar depois de ser expulso de casa por seu namorado |
| Nordland                                                     | Ingo J. Biermann                                   | Noruega, Alemanha                              | Drama                                | Burri-Taka Bolalima, Odine Johne, Nora Grindstein Svalheim                                                    | Uma mulher é separada de sua namorada durante uma viagem à Noruega |
| The Normal Heart                                             | Ryan Murphy                                        | EUA                                            | Drama                                | Mark Ruffalo, Matt Bomer, Taylor Kitsch, Jim Parsons, Julia Roberts                                           | Baseado na peça homônima de Larry Kramer |
| Une nouvelle amie                                            | François Ozon                                      | França                                         | Drama, Erótico                       | Romain Duris, Anaïs Demoustier, Raphaël Personnaz, Isild Le Besco, Aurore Clément                             | trad. Uma Nova Amiga Baseado no conto homônimo de Ruth Rendell Uma mulher faz uma descoberta surpreendente sobre o marido de sua falecida amiga                                      |
| Nova Dubai                                                   | Gustavo Vinagre                                    | Brasil                                         | Drama                                | Gustavo Vinagre, Bruno D'Ugo, Hugo Guimaraes, Fernando Maia, Caetano Gotardo, Daniel Prates                   | Um grupo de jovens de classe média decide se apropriar dos espaços vazios para praticar sexo em lugares públicos                                                                     |
| Nua dhamma chat (เหนือธรรมชาติ)                                | Thunska Pansittivorakul                            | Tailândia, Alemanha                            | Ficção Científica, Drama             | Nophand Boonyai, Gandhi Anantagant, Baramee Jarinyatorn, Thana Sheanakul, Waranyoo Suwan, Khalid Midam        | Mostra uma Tailândia futurística e narra as vidas de 3 personagens reencarnados em épocas diferentes                                                                                 |
| Nude Area                                                    | Urszula Antoniak                                   | Países Baixos, Polônia                         | Romance, Drama                       | Sammy Boonstra, Imaan Hammam, Benjamin de Wit                                                                 | Duas adolescente, uma holandesa e uma árabe, fazem um jogo de amor e sedução durante um verão sem nenhum diálogo                                                                     |
| Les nuits d'été                                              | Mario Fanfani                                      | França                                         | Drama                                | Guillaume de Tonquédec, Jeanne Balibar, Nicolas Bouchaud                                                      | Um tabelião respeitável e casado leva uma vida secreta durante a noite |
| Occupying Ed                                                 | Steve Balderson                                    | EUA                                            | Comédia, Drama, Romance              | Christopher Sams, Pleasant Gehman, Holly Hinton, Chris Pudlo, Amanda Deibert                                  | Um homem descobre que tem um distúrbio de personalidade, e que seu alter ego é uma mulher                                                                                            |
| Odum Raja Aadum Rani (ഓടും രാജ ആടും റാണി)                           | Viju Varma                                         | Índia                                          | Comédia                              | Tini Tom, Sreelekshmi Sreekumar, Surabhi Lakshmi, Manikandan Pattambi, Sreejith Ravi                          | Um homem gay tenta encontrar seu lugar na sociedade |
| Ogawachô Serenade (小川町セレナーデ)                         | Keinosuke Hara                                     | Japão                                          | Drama                                | Ken Yasuda, Risa Sudo, Izumi Fujimoto                                                                         | [ 192 ] |
| Oi chum mai (愛‧尋‧迷)                                       | Chip Tsao                                          | Hong Kong                                      | Drama                                | Kelvin Kwan Chui Tien-You Christopher Goh Candy Law Lum Mandy Lieu Joy Sheng                                  | Também conhecido como Enthralled, Três amigos de infância separados pelo massacre na praça Tiananmen se reencontram após 20 anos                                                     |
| Olho Nu                                                      | Joel Pizzini                                       | Brasil                                         | Documentário, Biográfico             | Ney Matogrosso                                                                                                | Retrata a vida e a obra do cantor Ney Matogrosso |
| Olya’s Love (Олина любовь)                                   | Kirill Sakharnov                                   | Áustria, Rússia                                | Documentário                         | | Segue um casal lésbico vivendo na Rússia |
| One Deep Breath                                              | Antony Hickling                                    | França                                         | Suspense, Drama                      | Manuel Blanc, Thomas Laroppe, Stéphanie Michelini, Andre Schneider, Michèle Seeberger, Biño Sauitzvy          | trad. Respirando Fundo Um homem tenta lidar com o suicídio de seu parceiro o passado conturbado dos dois                                                                             |
| One Night Only (원나잇온리)                                  | Kim Jho Gwang-soo, Kim Tae-yong                    | Coreia do Sul                                  | Romance, Drama                       | Yoo Min-kyu, Jo Bok-rae, Park Soo-jin, Jang Yoo-sang, Jeong Won Jo                                            | Dois homens tem um esquema onde roubam bêbados em um bar gay |
| Our Gay Wedding: The Musical                                 | Ellen Hobson                                       | Reino Unido                                    | Musical                              | Stephen Fry, Benjamin Till, Nathan Taylor                                                                     | A celebração do casamento entre dois homens após a legalização do casamento entre pessoas do mesmo sexo no Reino Unido                                                               |
| Out in the Line-up                                           | Ian Thomson                                        | EUA                                            | Documentário                         | Barney Frank, Barton Lynch, Brad Farmer, Carly Martin, Charlotte Pittman                                      | Dois surfistas gays embarcam em uma viagem global para desencobrir o tabu da homossexualidade no surfe                                                                               |
| Out in the Night                                             | Blair Doroshwalther                                | EUA                                            | Documentário                         | T.J. Hill, Alexis Agathocleous, Ricky Hill, Renata Hill, Laura Italiano, Karen Thompson                       | Em 2006, quatro jovens lésbicas negras são condenadas por matarem um homem que as havia ameaçado                                                                                     |
| Out to Kill                                                  | Rob Williams                                       | EUA                                            | Mistério, Drama                      | Scott Sell, Tom Goss, Rob Moretti, Karleigh Chase, Lee Williams, Michael Kenneth Fahr                         | Quando o morador um condomínio gay acaba morto, amigo contrata um investigador para descobrir a verdade                                                                              |
| Party Girl                                                   | Marie Amachoukeli, Claire Burger, Samuel Theis     | França                                         | Drama                                | Angélique Litzenburger, Joseph Bour, Mario Theis, Samuel Theis, Séverine Litzenburger, Cynthia Litzenburger   | A anfitriã de uma boate de 60 anos decide se casar |
| La Pasión de Verónica Videla                                 | Cristián Darío Pellegrini                          | Argentina                                      | Drama                                | Mariana Arancibia, Véronica Videla, Sonnia De Monte, Silvia del Castillo, Ivan Verderico, Leonor Manso        | Uma mulher trans tem duas ambições; se formar em psicologia e viver pacificamente em Mendoza                                                                                         |
| Pasolini                                                     | Abel Ferrara                                       | Itália, França, Alemanha                       | Biográfico, Drama                    | Willem Dafoe, Ninetto Davoli, Riccardo Scamarcio, Valerio Mastandrea, Adriana Asti, Maria de Medeiros         | Sobre os últimos dias de vida do cineasta Pier Paolo Pasolini |
| The Past Is a Grotesque Animal                               | Jason Miller                                       | Canadá                                         | Documentário                         | Dottie Alexander, Derek Almstead, David Barnes, Kevin Barnes, Nina Barnes, Janelle Monáe                      | Sobre o músico Kevin Barnes, vocalista da banda of Montreal |
| Patong Girl                                                  | Susanna Salonen                                    | Alemanha, Tailândia                            | Drama, Romance                       | Max Mauff, Aisawanya Areyawattana, Victoria Trauttmansdorff, Uwe Preuss, Marcel Glauche                       | Um jovem alemão se apaixona por uma mulher trans tailandesa durante suas férias com a família                                                                                        |
| Perfect Cowboy                                               | Ken Roht                                           | EUA                                            | Drama                                | Ken Roht, Jeffrey Watkins, William Nicol, Sharon Bollum, Paul Sutherland, Paul Goldowitz                      | Os pais gays de um cantor de country hétero vivem em uma comunidade rural e tocam juntos                                                                                             |
| Peter de Rome: Grandfather of Gay Porn                       | Ethan Reid                                         | Reino Unido                                    | Documentário                         | Peter de Rome, Wakefield Poole, Julian Clary, Kristen Bjorn, Rupert Smith, Brian Robinson                     | trad. Peter de Rome: Vovô do pornô gay Sobre Peter de Rome, diretor de filmes pornográficos gays entre as décadas de 60 e 70                                                         |
| Phi chai (พี่ชาย)                                              | Nitchapoom Chaianun                                | Tailândia                                      | Drama                                | Teerapat Lohanan, Pongsatorn Sripinta, Withawat Thaokhamlue                                                   | O romance entre dois adolescentes de personalidades diferentes |
| Pierrot Lunaire                                              | Bruce LaBruce                                      | Canadá, Alemanha                               | Drama                                | Susanne Sachsse, Luizo Vega, Maria Ivanenko                                                                   | Uma adaptação da obra homônima de Arnold Schoenberg, mas transformando o personagem principal em um homem trans                                                                      |
| Più buio di mezzanotte                                       | Sebastiano Riso                                    | Itália                                         | Drama                                | Davide Capone, Vincenzo Amato, Micaela Ramazzotti, Pippo Delbono, Fabio Grossi                                | trad. Mais sombrio que a meia-noite |
| Porn Punk Poetry                                             | Maurice Hübner                                     | Alemanha, Rússia                               | Drama                                | David Schütter, Nadja Bobyleva, Max Reimann, Matthias Lier, Nadja Engel, Hadi Khanjanpour                     | Um prostituto punk tem que decidir se continuará no mesmo ramo |
| Prahim shel Martzipan                                        | Adam Kalderon                                      | Israel                                         | Drama                                | Efrat Aviv, Sharon Friedman, Danny Geva, Tal Kallai, Nuli Omer, Gali Reshef                                   | Uma viúva vulnerável se muda para a cidade grande e vai morar com uma mulher trans de passado misterioso                                                                             |
| Praia do Futuro                                              | Karim Aïnouz                                       | Brasil, Alemanha                               | Drama                                | Wagner Moura, Clemens Schick, Jesuíta Barbosa                                                                 | |
| Praunheim Memoires                                           | Rosa von Praunheim                                 | Alemanha                                       | Documentário                         | Ricarda Bechstein, Hans-Peter Hoogen, Sonya Kraus, David Muller, Samuel Schirmbeck, Robert Schittko           | O diretor relembra suas origens humildes no distrito de Frankfurt que gerou seu sobrenome                                                                                            |
| O Predestinado                                               | Michael e Peter Spierig                            | Austrália                                      | Ficção Científica, Mistério          | Ethan Hawke, Sarah Snook, Noah Taylor, Christopher Kirby, Madeleine West, Jim Knobeloch                       | |
| Pride                                                        | Matthew Warchus                                    | Reino Unido                                    | Comédia, Drama                       | Ben Schnetzer, George MacKay, Joseph Gilgun, Faye Marsay, Dominic West, Andrew Scott                          | trad. Orgulho e Esperança A história real de um grupo de ativistas LGBT que arrecadou dinheiro para ajudar as famílias afetadas pela greve dos mineiros do Reino Unido de 1984       |
| Princess (פרינסס)                                            | Tali Shalom-Ezer                                   | Israel                                         | Drama                                | Keren Mor, Shira Haas, Ori Pfeffer, Adar Zohar-Hanetz                                                         | [ 215 ] |
| Probation Time                                               | Avigail Sperber                                    | Israel                                         | Documentário                         | | Criando seu filho após terminar com sua namorada, a diretora tenta ajudar sua irmã adotada                                                                                           |
| O Próximo Gol Leva                                           | Mike Brett, Steve Jamison                          | Reino Unido                                    | Documentário                         | Thomas Rongen, Jaiyah Saelua, Nicky Salapu, Larry Mana'o, Rawlston Masaniai, Charles Uhrle                    | |
| Purple Skies                                                 | Sridhar Rangayan                                   | Índia                                          | Documentário                         | Sonal Giani, Anand Grover, Prashansa Gurung                                                                   | As histórias de mulheres queer subjugadas pela lei, suas famílias, e a sociedade |
| Queen of Carthage                                            | Mardana M. Mayginnes                               | Nova Zelândia                                  | Drama, Suspense                      | Shiloh Fernandez, Keisha Castle-Hughes, Graham Candy                                                          | [ 218 ] |
| Queens & Cowboys: A Straight Year on the Gay Rodeo           | Matt Livadary                                      | EUA                                            | Documentário                         | Matt Livadary                                                                                                 | Segue uma temporada inteira da Associação Internacional de Rodeios Gay |
| Queers in the Kingdom: Let Your Light Shine                  | Markie Hancock                                     | EUA                                            | Documentário                         | Randall Balmer, Anthea Butler, Hank Chen, Darren Dochuk, Kathryn Lofton                                       | Segue um grupo de alunos LGBT de uma universidade cristã |
| Real Heroes                                                  | Keith Hartman                                      | EUA                                            | Aventura, Comédia, Ficção Científica | Hunter Smit, Keila Hamilton, Melissa Jobe, Illona Kulinska, Lars Slind, Grant Landry                          | Um grupo de super-heróis de pouca fama participam de um reality show |
| A Reason                                                     | Dominique Schilling                                | EUA                                            | Drama                                | Magda Apanowicz, Nick Eversman, Marion Ross, Roxanne Hart, Ron Melendez, Madeleine Falkskog                   | Uma jovem lésbica e seu irmão controlador são forçados a enfrentar uma reunião de família                                                                                            |
| Regarding Susan Sontag                                       | Nancy D. Kates                                     | EUA                                            | Documentário                         | Patricia Clarkson, Susan Sontag, Noël Burch, Lucinda Childs                                                   | trad. Sobre Susan Sontag A história de uma das mais afluentes escritoras americanas                                                                                                  |
| Remembering the Artist: Robert De Niro, Sr.                  | Perri Peltz, Geeta Gandbhir                        | EUA                                            | Documentário                         | Robert De Niro Sr., Drena De Niro, Robert De Niro                                                             | A carreira e a vida do pintor gay Robert De Niro Sr. contada por seu filho, Robert De Niro                                                                                           |
| Respire                                                      | Mélanie Laurent                                    | França                                         | Drama                                | Joséphine Japy, Lou de Laâge, Isabelle Carré, Roxane Duran, Claire Keim, Radivoje Bukvić                      | Uma garota se aproxima de sua nova colega de classe, mas o relacionamento entre elas muda quando segredos são revelados                                                              |
| A Reunion                                                    | Hernando Bansuelo                                  | EUA                                            | Comédia, Drama, Romance              | Michael Lovan, Josh Watson, Amy Everson, Joe Fingerhut, Michiyo Fingerhut, Maria Monge                        | Dois amigos antes afastados viajam juntos para uma reunião da faculdade |
| Roma Termini                                                 | Bartolomeo Pampaloni                               | Itália                                         | Documentário                         | Antonio Allegra, Gianluca Masala, Stefano Pili, Angelo Scarpa                                                 | Segue as vidas de quatro homens sem-teto que vivem na estação homônima |
| Rumeurs                                                      | Étienne Dhaene                                     | França                                         | Drama, Suspense                      | Ingrid Chauvin, Bruno Slagmulder, Thomas Cousseau, Clara Quilichini, Yves Afonso                              | Uma professora de uma cidade pequena se torna suspeita no desaparecimento de uma aluna por causa de sua sexualidade                                                                  |
| Sacrament                                                    | Shawn Ewert                                        | EUA                                            | Drama, Suspense, Terror              | Marilyn Burns, Avery Pfeiffer, Dakota Buchanan, Carl Bailey, Cody Daniel, Stan-Lee Ray Baker                  | Sete amigos procurando diversão acabam presos em uma pequena cidade quando uma tempestade impede sua viagem                                                                          |
| Saint Laurent                                                | Bertrand Bonello                                   | França                                         | Biográfico, Drama                    | Gaspard Ulliel, Jérémie Renier, Louis Garrel, Léa Seydoux, Amira Casar                                        | |
| Sangue Azul                                                  | Lírio Ferreira                                     | Brasil                                         | Drama                                | Daniel de Oliveira, Caroline Abras, Sandra Corveloni, Rômulo Braga, Matheus Nachtergaele, Milhem Cortaz       | |
| Satri lek tob lok taek (สตรีเหล็ก ตบโลกแตก)                    | Poj Arnon                                          | Tailândia                                      | Comédia                              | Rattapoom Toekongsap, Padung Songsang, Sudarat Butrprom                                                       | Terceiro filme da série de filmes iniciada em 2000 sobre um time de vôlei composto por gays e kathoeys                                                                               |
| Scumbag Hustler                                              | Sean Weathers, Iswald Aswad                        | EUA                                            | Comédia, Drama                       | Sybelle Silverphoenix, Sean Weathers, Chrystal Claire, Waliek Crandall, Delven Adams, Sammy Bassey            | Um viciado em drogas vira hóspede de seu irmão religioso enrustido e a esposa sexualmente reprimida deste                                                                            |
| Scusate se esisto!                                           | Riccardo Milani                                    | Itália                                         | Comédia                              | Paola Cortellesi, Raoul Bova, Corrado Fortuna, Lunetta Savino, Marco Bocci, Ennio Fantastichini               | Uma arquiteta muito qualificada luta para encontrar trabalho e faz amizade com um homem gay                                                                                          |
| Sebastián                                                    | Carlos Ciurlizza                                   | Peru                                           | Drama, Romance                       | Carlos Ciurlizza, Eva Ayllon, Kristen Baranano, Francisco Cabrera                                             | Um homem retorna a sua cidade natal, populada por conservadores, para cuidar de sua mãe                                                                                              |
| Second Life of Thieves                                       | Woo Ming Jin                                       | Malásia, Países Baixos, Suíça                  | Drama                                | Berg Lee, Emily Lim, Chung Kok Keong, Mayjune Tan, Azman Hassan, Steve Yap                                    | [ 234 ] |
| The Secret Path                                              | Richard Mansfield                                  | Reino Unido                                    | Drama, Histórico                     | Darren Bransford, Henry Regan, Miguel Campbell-Lewis                                                          | No começo do século XIX, dois homens fugindo da marinha britânica se escondem em uma casa abandonada                                                                                 |
| The Secret to My Silky Skin (すべすべの秘法)                 | Kôichi Imaizumi                                    | Japão                                          | Drama                                | Lyota Majima, Issei Honna, Hiro Kitagawa, Jinta Fujimaru, Kiyomi Itô, Yasumoto Akaiwa                         | Um jovem que mora com os pais em Kyoto passa uma viagem de trabalho em Tóquio na casa de um namorado                                                                                 |
| Seek                                                         | Eric Henry                                         | Canadá                                         | Drama                                | Matthew Ludwinski, Adrian Shepherd-Gawinski, Ryan Fisher                                                      | Um jovem escritor tenta esquecer um amor perdido enquanto faz um perfil para um promotor de boates                                                                                   |
| Selamat Pagi, Malam                                          | Lucky Kuswandi                                     | Indonésia                                      | Drama                                | Adinia Wirasti, Marissa Anita, Dayu Wijanto, Ina Panggabean, Dira Sugandi, Trisa Triandesa                    | Segue três mulheres nas noites de Jacarta |
| Seoul Mates                                                  | Nash Ang                                           | Filipinas, Coreia do Sul                       | Drama                                | Mimi Juareza, Ji Soo, RC Eusebio, Cha Ji-won, Ryung Oh, Glaiza Valdez                                         | Uma mulher trans filipina procurando o ex-namorado e um homem sendo pressionado a se casar por sua família se conhecem em Seul                                                       |
| Seven Lucky Gods                                             | Jamil Dehlavi                                      | Albânia, Reino Unido                           | Suspense, Drama                      | Nik Xhelilaj, Christopher Villiers, Alexandra Boyd, Vernon Dobtcheff, Alison Peebles, Kate Maravan            | Um imigrante ilegal albanês se insere em um grupo de londrinos |
| Sete Dias Sem Fim                                            | Shawn Levy                                         | EUA                                            | Comédia, Drama                       | Jason Bateman, Tina Fey, Jane Fonda, Adam Driver, Rose Byrne, Corey Stoll                                     | |
| Sex, Fame and Murder: The Luka Magnotta Story                | Naomi Hiltz                                        | Canadá                                         | Documentário                         | Luka Magnotta, Terry Novak                                                                                    | Sobre a vida e os crimes do ex-ator pornográfico gay Luka Magnotta |
| She’s Lost Control                                           | Anja Marquardt                                     | EUA                                            | Drama, Suspense                      | Brooke Bloom, Marc Menchaca, Dennis Boutsikaris, Laila Robins, Tobias Segal, Robert Longstreet                | trad. Ela perdeu o controle |
| Shishunki gokko (思春期ごっこ)                               | Raita Kuramoto                                     | Japão                                          | Drama, Romance                       | Honoka Yahagi, Misato Aoyama, Yukie Kawamura, Rina Aizawa, Karin Ogino, Shô Oyamada                           | O relacionamento entre duas adolescentes é ameaçado com a chegada de uma nova bibliotecária                                                                                          |
| Shunned                                                      | Janice Villarosa                                   | Filipinas                                      | Documentário                         | Beyonce Amago, Jimmy Lou Antepuesto, Paolo Apilado                                                            | Um grupo de mulheres trans lutam contra o trauma e o preconceito para participarem de um concurso de beleza                                                                          |
| Simply gay le film                                           | Benjamin Karmer, Greg Nashvil                      | Suíça                                          | Drama                                | Benjamin Karmer, Jany Engels, David Hardivillers, Sophie Hernandez, Jean Charles Desmoulins                   | Um jovem é rejeitado por sua família e expulso de casa |
| Six Dance Lessons in Six Weeks                               | Arthur Allan Seidelman                             | Hungria, EUA                                   | Comédia, Drama                       | Gena Rowlands, Cheyenne Jackson, Julian Sands, Jacki Weaver, Rita Moreno, Kathleen Rose Perkins               | Um aposentada contrata um instrutor para ensiná-la a dançar, e o antagonismo inicial entre os dois acaba virando amizade                                                             |
| SkaNdal                                                      | Eriona Çami, Elton Baxhaku                         | Albânia                                        | Documentário                         | | Conta a história do movimento LGBT albanês |
| Skanks                                                       | David McMahon                                      | EUA                                            | Documentário                         | Chuck Duck, Billy Ray Brewton, Flannery Hooks, Juan Carlos Batlle, Nick Crawford                              | Segue os atores e criadores de um musical drag em pleno Alabama |
| The Skeleton Twins                                           | Craig Johnson                                      | EUA                                            | Comédia, Drama                       | Bill Hader, Kristen Wiig, Luke Wilson, Ty Burrell, Boyd Holbrook                                              | Dois gêmeos que não se veem a anos passam a morar juntos depois que ambos tentam cometer suicídio                                                                                    |
| Skin Deep                                                    | Jonnie Leahy                                       | Austrália                                      | Drama                                | Zara Zoe, Monica Zanetti, Elizabeth Blackmore, Billie Rose Prichard, Rebecca Smart, James Mackay              | trad. Profundo Desejo Com medo após ser diagnosticada com melanoma terminal, uma jovem se envolve com uma garota misteriosa                                                          |
| The Smell of Us                                              | Larry Clark                                        | França                                         | Drama                                | Lukas Ionesco, Diane Rouxel, Théo Cholbi, Hugo Behar-Thinieres, Rayan Ben Yaiche, Adrien Binh Doan            | |
| Soap Opera                                                   | Alessandro Genovesi                                | Itália                                         | Comédia                              | Fabio De Luigi, Ricky Memphis, Cristiana Capotondi, Chiara Francini, Diego Abatantuono, Alessandro Besentini  | Segue as vidas caóticas de sete moradores de um condomínio entre o Natal e o Ano-novo                                                                                                |
| Songs For Alexis                                             | Elvira Lind                                        | Dinamarca, EUA                                 | Documentário                         | Alexis Ann, Ryan Cassata, Francine Cassata                                                                    | Um jovem músico trans tenta manter um relacionamento à distancia com sua namorada |
| South Beach on Heels                                         | Dmitry Zhitov                                      | EUA                                            | Documentário                         | Tlo Ivy, Vinna Rouge, Carmen Carrera, Noel Figueroa, Nakia Moreno, Cornelius                                  | Segue os bastidores das vidas de oito drag queens |
| Space Station 76                                             | Jack Plotnick                                      | EUA                                            | Ficção Científica, Comédia, Drama    | Matt Bomer, Jerry O'Connell, Liv Tyler, Marisa Coughlan, Patrick Wilson, Kali Rocha                           | trad. Sem Gravidade... Sem Cérebro Um grupo de pessoas vivem no espaço em uma versão futurística dos anos 70                                                                         |
| Der Spalt                                                    | Kim Schicklang                                     | Alemanha                                       | Drama                                | Marie Fischer, Folker Dücker, Dorothea Baltzer                                                                | Sobre uma jovem trans vivendo em um mundo distópico |
| Stage Fright                                                 | Jerome Sable                                       | Canadá                                         | Musical, Terror                      | Minnie Driver, Allie MacDonald, Meat Loaf, Douglas Smith, Kent Nolan, Brandon Uranowitz                       | Um esnobe acampamento de teatro é aterrorizado por um assassino mascarado que odeia musicais                                                                                         |
| Stand                                                        | Jonathan Taïeb                                     | França, Rússia, Ucrânia                        | Drama, Mistério, Romance             | Renat Shuteev, Andrey Kurganov, Andrey Koshman, Ekaterina Rusnak, Veronika Merkoulova, Yevgen Baranov         | Um jovem casal gay russo presencia um ataque homofóbico e procuram respostas |
| A Star Is Stillborn                                          | Chris Moore                                        | Austrália                                      | Comédia                              | Chris Moore, Nina Scholl, Mariangelica Velasquez, Kevin C. Johnson, Jack Bensinger                            | Um pai ambicioso tenta colocar seus filhos e namorada na indústria do entretenimento                                                                                                 |
| Starting Over                                                | Takashi Nishihara                                  | Japão                                          | Drama                                | Mika Akizuki, Nina Endo, Makiko Watanabe, Kiyohiko Shibukawa, Junki Tozuka                                    | [ 258 ] |
| States of Grace                                              | Helen Cohen, Mark Lipman                           | EUA                                            | Documentário                         | | Sobre o trabalho da médica Grace Dammann, uma especialista em AIDS que retorna à comunidade budista onde vive com sua parceira e filha após um acidente                              |
| Stories of Our Lives                                         | Jim Chuchu, The Nest Collective                    | Quênia                                         | Drama                                | Kelly Gichohi, Paul Ogola, Tim Mutungi, Mugambi Nthiga, Rose Njenga, Janice Mugo                              | Antologia de 5 curtas que dramatizam histórias verídicas sobre a vida LGBT no Quênia                                                                                                 |
| Styria                                                       | Mauricio Chernovetzky, Mark Devendorf              | Hungria, EUA                                   | Mistério, Fantasia, Terror           | Eleanor Tomlinson, Julia Pietrucha, Stephen Rea, Erika Marozsán, Jacek Lenartowicz                            | O intenso e frustrado relacionamento entre uma adolescente solitária e uma bela estranha com segredos                                                                                |
| Suburban Gothic                                              | Richard Bates Jr.                                  | EUA                                            | Terror, Comédia                      | Matthew Gray Gubler, Ray Wise, Kat Dennings, Sally Kirkland, Jeffrey Combs, John Waters                       | Um homem desempregado que pode falar com os mortos e uma bartender rebelde devem derrotar um fantasma vingativo                                                                      |
| Subways                                                      | Dane Harrington Joseph                             | EUA                                            | Drama, Comédia                       | Daniel Armando, Dane Harrington Joseph, Adrienne Lovette, Linda Manning, Pooya Mohseni                        | Segue um jovem gay enquanto ele luta contra depressão e procura amor |
| Such Good People                                             | Stewart Wade                                       | EUA                                            | Comédia, Mistério                    | Michael Urie, Randy Harrison, Scott Wolf, Ana Ortiz, James Urbaniak, Carrie Wiita                             | Um jovem casal gay descobre um quarto cheio de dinheiro enquanto cuidam da casa de um falecido casal rico                                                                            |
| Sueñan los androides                                         | Ion De Sosa                                        | Espanha, Alemanha                              | Ficção Científica, Suspense          | Manolo Marín, Moisés Richart, Marta Bassols, Coque Sánchez, Margot Sánchez, Óscar de la Huerga                | Situado no futuro distópico de 2052 |
| The Sun, the Moon, & the Hurricane                           | Andri Cung                                         | Indonésia                                      | Drama, Romance                       | Natalius Chendana, William Tjokro, Gesata Stella, Cornelio Sunny                                              | Após ter um caso com seu colega de turma emocionalmente distante, um jovem se envolve com um prostituto                                                                              |
| Supernova                                                    | Tamar van den Dop                                  | Países Baixos                                  | Drama                                | Gaite Jansen, Tamar van den Dop, Bob Schwarze, Elise van 't Laar                                              | [ 267 ] |
| The T Word                                                   | Desconhecido                                       | EUA                                            | Documentário                         | Laverne Cox, Kye Allums, Daniella Carter, Zoey Luna                                                           | Segue as vidas de sete adolescentes trans |
| El tercero                                                   | Rodrigo Guerrero                                   | Argentina                                      | Drama, Romance                       | Carlos Echevarría, Emiliano Dionisi, Nicolás Armengol                                                         | trad. O Terceiro Um jovem marca um encontro com um casal de homens mais velhos que conheceu pela internet                                                                            |
| Tiger Orange                                                 | Wade Gasque                                        | EUA                                            | Drama                                | Mark Strano, Frankie Valenti                                                                                  | Sobre dois irmãos gay que se reencontram depois da morte do pai |
| To Be Takei                                                  | Jennifer M. Kroot                                  | EUA                                            | Documentário                         | George Takei                                                                                                  | trad. A Jornada Fantástica de George Takei Sobre a vida do ator George Takei |
| To Russia with Love                                          | Noam Gonick                                        | EUA                                            | Documentário                         | Jane Lynch (narradora), Johnny Weir, Billie Jean King, Greg Louganis, Simona Meiler, Charline Labonté         | Filmado durante as olimpíadas de inverno em Sochi, é centrado na controversa lei anti 'propaganda gay' russa e nos dilemas enfrentados por atletas abertamente LGBT                  |
| Todos están muertos                                          | Beatriz Sanchís                                    | Espanha, México, Alemanha, França              | Drama, Comédia                       | Elena Anaya, Angélica Aragón, Nahuel Pérez Biscayart, Macarena García, Patrick Criado                         | trad. Todos Estão Mortos |
| Together Alone                                               | Mateo Guez                                         | Canadá                                         | Drama, Suspense                      | Jon Rhys, Toni Evangelista, Lucas Chan                                                                        | [ 274 ] |
| Los tontos y los estúpidos                                   | Roberto Castón                                     | Espanha                                        | Drama                                | Aitor Beltrán, Josean, Bengoetxea, Nausicaa Bonnín, Gregory Brossard, Dayana Contreras                        | trad. Os Tontos e Os Estúpidos Um grupo de atores entra em estúdio para ler e viver, em um único dia, a história homônima                                                            |
| Tots els camins de Déu                                       | Gemma Ferraté                                      | Espanha                                        | Drama                                | Jan Cornet, Marc Garcia Cote, Oriol Pla                                                                       | Um Judas Iscariotes contemporâneo tenta escapar de sua própria culpa depois de trair seu melhor amigo                                                                                |
| The Toy Soldiers                                             | Erik Peter Carlson                                 | EUA                                            | Drama                                | Najarra Townsend, Constance Brenneman, Chandler Rylko, Jeanette May Steiner, Samuel Nolan, Nick Frangione     | [ 277 ] |
| Trans X Istanbul                                             | Maria Binder                                       | Turquia                                        | Documentário                         | Ebru Kiranci                                                                                                  | Uma ativista trans luta contra a violência e o preconceito para outras como ela |
| El Triángulo Rosa y la cura Nazi para la Homosexualidad      | Nacho Steinberg, Esteban Jasper                    | Argentina                                      | Documentário                         | Nacho Steinberg                                                                                               | Sobre os supostos experimentos conduzidos em jovens homossexuais em campos de concentração por um médico dinamarquês que fugiu para a Argentina                                      |
| Twink                                                        | Jason Impey, Wade Radford                          | Canadá                                         | Drama                                | Wade Radford, Jason Impey                                                                                     | Um ex-ator pornô desce em uma espiral de drogas e problemas mentais |
| Two 4 One                                                    | Maureen Bradley                                    | Canadá                                         | Comédia, Romance                     | Gavin Crawford, Naomi Snieckus, Gabrielle Rose, Andrea Menard                                                 | trad. Dois por Um Um homem trans aceita inseminar sua ex-namorada com esperma doado, mas um acidente deixa os dois grávidos                                                          |
| Undercover Doctor: Cure Me I'm Gay                           | Adam Boome                                         | Reino Unido                                    | Documentário                         | Christopher Jessen                                                                                            | Um médico se disfarça para examinar os 'métodos' de conversão sexual nos EUA e no Reino Unido                                                                                        |
| Unfreedom                                                    | Raj Amit Kumar                                     | Índia, EUA                                     | Crime, Drama, Romance                | Victor Banerjee, Adil Hussain, Bhanu Uday, Preeti Gupta, Bhavani Lee, Ankur Vikal                             | Um mulher lésbica tenta evitar um casamento arranjado enquanto um fundamentalista religioso ataca um intelectual liberal em Nova Iorque                                              |
| Unfriend                                                     | Joselito Altarejos                                 | Filipinas                                      | Drama                                | Angelo Ilagan, Boots Anson-Roa, Sandino Martin                                                                | Um adolescente quer se vingar do namorado que o traiu |
| Untold                                                       | Gina M. Garcia                                     | EUA                                            | Drama                                | Terri Ivens, Melody Butiu, Jennifer Rubin, Simone Lopez                                                       | Após de ser vítima de um crime de ódio, uma jovem veterana entra para um grupo de apoio para pessoas com TEPT                                                                        |
| The Unwanted                                                 | Bret Wood                                          | EUA                                            | Mistério, Terror, Drama              | Hannah Fierman, Christen Orr, William Katt, Kylie Brown, Lynn Talley, Elizabeth Hunter                        | Baseado no romance Carmilla, uma jovem procura por sua mãe e acaba se envolvendo com uma garçonete                                                                                   |
| Vampires: Lucas Rising                                       | Jason Davitt                                       | Reino Unido                                    | Terror                               | Rhys Howells, Dan Briggs, Abigail Law-Briggs, Tim Benge, Turan Duncan, Rebecca Eastwood                       | Sequência do filme Vampires: Brighter in Darkness de 2011 |
| Velociraptor                                                 | Chucho E. Quintero                                 | México                                         | Comédia, Drama, Fantasia             | Pablo Mezz, Carlos Hendrick Huber, Alan Aguilar, Berta Soní, Hugo Catalán, Roberto Fiesco                     | Dois amigos, um hétero e um gay, decidem passar o suposto último dia do ano juntos                                                                                                   |
| Las Ventanas Abiertas                                        | Michèle Massé                                      | Espanha, França                                | Documentário                         | Jocelyne Pasqualini, Boti García Rodrigo, Empar Pineda, Micheline Boussaingault                               | Quatro mulheres lésbicas de Madrid em seus 70 anos de idade falam sobre seus medos, desejos, e diferenças                                                                            |
| Vestido de novia                                             | Marilyn Solaya                                     | Cuba                                           | Drama                                | Laura De la Uz, Luis Alberto García, Mario Guerra, Andros Perugorría, Jorge Perugorría                        | Na Havana dos anos 90, o casamento entre uma enfermeira e um construtor civil é posto à prova quando a vida passada dela é revelada                                                  |
| Victimized                                                   | Michael Kenneth Fahr                               | EUA                                            | Suspense, Terror, Drama              | Michael Kenneth Fahr, Sarah Nicklin, Cuyle Carvin, Ellen J. Pilch, Jesse Murphy, Ron Phippen                  | Após anos vivendo nas sombras de seu irmão, um homem decide se vingar |
| Vier kriegen ein Kind                                        | Matthias Steurer                                   | Alemaha                                        | Comédia                              | Christina Hecke, Friederike Kempter, Marc Hosemann, Christian Nathe, Ramona Kunze-Libnow, Christian Concilio  | Dois casais de temperamentos diferentes, um lésbico e um gay, acabam adotando a mesma criança                                                                                        |
| Viharsarok                                                   | Ádám Császi                                        | Hungria                                        | Drama                                | András Sütö, Ádám Varga, Sebastian Urzendowsky                                                                | trad. Terra de Tempestades Um ex-jogador de futebol começa a namorar um pedreiro, mas tudo se complica quando o antigo colega de quarto dele chega para convencê-lo a voltar a jogar |
| Virados do Avesso                                            | Edgar Pêra                                         | Portugal                                       | Comédia, Romance                     | Diogo Morgado, Jorge Corrula, Philippe Leroux, Rui Melo, Melânia Gomes, Marina Albuquerque                    | |
| La Visita                                                    | Mauricio López Fernández                           | Chile                                          | Drama                                | Daniela Vega, Claudia Cantero, Rosa Ramírez, Paulo Brunetti, Carmen Barros                                    | O funeral do marido de uma empregada que trabalha para uma família rica vira tumulto quando a filha dela, que acaba de fazer sua transição de gênero, aparece                        |
| Vivant!                                                      | Vincent Boujon                                     | França                                         | Documentário                         | | trad. Vivos! Cinco homens se encontram para uma primeira experiência de paraquedismo                                                                                                 |
| Von Mädchen und Pferden                                      | Monika Treut                                       | Alemanha                                       | Drama                                | Ceci Chuh, Alissa Wilms, Vanida Karun, Ellen Grell                                                            | Uma adolescente rebelde é obrigada a fazer um estágio em uma fazenda, onde conhece uma garota rica                                                                                   |
| Waiting in the Wings: The Musical                            | Jenn Page                                          | EUA                                            | Musical, Comédia                     | Jeffrey A. Johns, Adam Huss, Joe Abraham, Rena Strober, Lee Meriwether, Blake Peyrot                          | Por causa de um erro, um stripper é escalado para um musical e um ator e músico é escalado para um show de striptease                                                                |
| Walking with the Ferryman                                    | Adrian Hume Robinson                               | Reino Unido                                    | Fantasia, Drama                      | Stefano Reali, Adrian Hume Robinson, Brigitte Millar, Ross Owen Williams, Neil Simpson, Josh Palmer           | Um homem gay em luto precisa acreditar na possibilidade do sobrenatural para se reconciliar com um amante falecido                                                                   |
| We Came to Sweat: The Legend of Starlite                     | Kate Kunath, Sasha Wortzel                         | EUA                                            | Documentário                         | | O mais antigo bar gay de dono negro dos EUA precisa da ajuda de seus patronos para permanecer aberto                                                                                 |
| We can Be Gay Today: Baltic Pride 2013                       | François Message, Nathalie Sibille                 | França, Lituânia                               | Documentário                         | | Segue a primeira parada do orgulho LGBT na Lituânia |
| We Must Remain the Wildhearted Outsiders                     | Chase Lisbon                                       | EUA                                            | Drama                                | Apneatic, Lauren W.K., Mosh Ryonen, Sara Anne Jones, Virginia Petrucci                                        | Um casal lésbico cria um negócio vendendo fitas e polaroides pornográficos em uma pequena cidade batista                                                                             |
| What Is Left?                                                | Gustav Hofer, Luca Ragazzi                         | Itália                                         | Documentário                         | Gustav Hofer, Luca Ragazzi                                                                                    | [ 302 ] |
| What It Was                                                  | Daniel Armando                                     | EUA                                            | Drama, Romance                       | Arlene Chico-Lugo, Deirdre Herlihy, Melissa Navia, Brandon Smalls, Lenny Thomas, Gloria Caicedo-Otz           | Uma atriz retorna a Nova Iorque e deve encarar sua sexualidade e passado |
| What We Have                                                 | Maxime Desmons                                     | Canadá                                         | Drama                                | Maxime Desmons, Roberta Maxwell, Alex Ozerov, Kristen Thomson                                                 | Fugindo de seu passado na França, um homem vira tutor de um adolescente no Canadá e se envolve com o diretor de cena da peça em que foi escalado                                     |
| White Bird in a Blizzard                                     | Gregg Araki                                        | EUA                                            | Suspense, Dram                       | Shailene Woodley, Eva Green, Christopher Meloni, Shiloh Fernandez, Gabourey Sidibe, Michael Patrick McGill    | Em 1988, a vida de uma adolescente vira um caos quando sua mãe desaparece |
| Wie ich lernte, die Zahlen zu lieben                         | Oliver Sechting, Max Taubert                       | Alemanha                                       | Documentário                         | Oliver Sechting, Rosa von Praunheim, Tom Tykwer, Ira Sachs, Jonathan Caouette, Ultra Violet                   | Os dois diretores viajam para Nova Iorque para documentar subculturas artística, mas o TOC de um deles atrapalha o projeto                                                           |
| Will You Dance with Me?                                      | Derek Jarman                                       | Reino Unido                                    | Experimental, Documentário           | Phillip Williamson                                                                                            | Descoberto 20 anos após a morte do diretor |
| Wish for Tomorrow                                            | Pierre-Nicolas Panasci                             | Austrália                                      | Drama                                | Brayden Dalmazzone, Hayley Maher, Jahne Coutts-Smith, Mitchell Why, Nicole Yardley                            | [ 307 ] |
| X/Y                                                          | Ryan Piers Williams                                | EUA                                            | Drama                                | America Ferrera, Ryan Piers Williams, Melonie Diaz, Jon Paul Phillips, Amber Tamblyn, David Harbour           | |
| Xenia                                                        | Panos H. Koutras                                   | Grécia                                         | Drama                                | Kostas Nikouli, Nikos Gelia, Yannis Stankoglou, Marisha Triantafyllidou, Aggelos Papadimitriou                | Dois irmãos procuram por seu pai grego pelo país após a morte de sua mãe albanesa |
| Ya Gan Bi Haeng (야간비행)                                   | Leesong Hee-il                                     | Coreia do Sul                                  | Drama                                | Kwak Si-yang, Lee Jae-joon                                                                                    | trad. Voo Noturno Um homem encontra seu ex-melhor amigo depois de sair de um bar gay                                                                                                 |
| Ye (夜)                                                      | Zhou Hao                                           | China                                          | Drama                                | Jin Kang Li, Xiao Xiao Liu, Feng Qi Zhou, Zhou Hao                                                            | Um garoto de programa faz amizade com uma prostituta da sua idade |
| The Yes Men Are Revolting                                    | Laura Nix                                          | Dinamarca, EUA, Alemanha                       | Documentário                         | Andy Bichlbaum, Mike Bonanno                                                                                  | trad. Os Yes Men em revolta A dupla de ativistas Yes Men criam performances satíricas para fazerem declarações políticas                                                             |
| Yo soy la felicidad de este mundo                            | Julián Hernández                                   | México                                         | Drama, Romance                       | Hugo Catalán, Alan Ramírez, Emilio von Sternerfels, Gerardo del Razo, Gabino Rodríguez, Andrea Portal         | trad. Eu Sou a Felicidade Deste Mundo |
| Yokudô (欲動)                                                | Kiki Sugino                                        | Japão                                          | Drama                                | Yoko Mitsuya, Takumi Saitoh, Kiki Sugino                                                                      | [ 312 ] |
| Yona                                                         | Nir Bergman                                        | Israel                                         | Biográfico, Drama                    | Naomi Levov, Michael Moshonov, Liat Goren, Michal Varshai, Amir Weiser                                        | Baseado na vida turbulenta da poetisa Yona Wallach |
| Yorimatã                                                     | Rafael Saar                                        | Brasil                                         | Documentário                         | Luhli Borges, Lucina Carvalho, Ney Matogrosso, Gilberto Gil                                                   | Sobre a dupla Luhli e Lucina |
| You and I                                                    | Nils Bökamp                                        | Alemanha                                       | Drama, Romance                       | George Taylor, Eric Klotzsch, Michal Grabowski                                                                | Três jovens imaturos viajam por uma região remota da Alemanha, se divertindo e tirando fotos                                                                                         |
| The Younger (青亲)                                           | Etsen Chen, Yen-Hung Chen                          | Taiwan                                         | Drama                                | Etsen Chen, Chun-Mei Hou, Alice Tsai-yi Huang, Alan Chen, Summer Hsu, Sean Liu                                | Para pagar os tratamentos de sua avó um homem trabalha em um estúdio de massagem gay, e acaba se sentindo atraído por alguns clientes                                                |
| Yves Saint Laurent                                           | Jalil Lespert                                      | França                                         | Biográfico, Drama                    | Pierre Niney, Guillaume Gallienne, Charlotte Le Bon, Laura Smet, Marie de Villepin                            | Sobre a vida do designer francês Yves Saint Laurent |
| Zakázané uvolnění                                            | Jan Hřebejk                                        | República Checa                                | Comédia                              | Zuzana Stavná, Jana Stryková, Hana Vagnerová, Ondřej Sokol, Igor Orozovič, Tomáš Jeřábek                      | Uma noiva se embebeda com a madrinha de casamento do noivo e uma bartender enquanto espera seu padrinho de casamento                                                                 |
| Das Zimmermädchen Lynn                                       | Ingo Haeb                                          | Alemanha                                       | Drama, Comédia                       | Vicky Krieps, Lena Lauzemis, Steffen Münster, Christian Aumer, Christine Schorn, Sonja Baum                   | trad. A Camareira Uma camareira de um hotel evita a todo custo interagir com pessoas até que conhece uma prostituta                                                                  |
| Zoe.Misplaced                                                | Mekelle Mills                                      | Austrália                                      | Drama, Romance                       | Hannah Raven Smith, Clementine Mills, Harvey Kaska Zielinski, Ryan Bennett, John Manning                      | A vida de uma jovem lésbica é revirada quando ela se apaixona inesperadamente |
| Zomer                                                        | Colette Bothof                                     | Países Baixos                                  | Drama                                | Sigrid ten Napel, Martijn Lakemeier, Lisa Smit, Ella-June Henrard, Rik Verheye, Guido Pollemans               | trad. Verão Um jovem quieta sonha em escapar de sua pequena cidade |